# 函館市企業局交通部
函館市企業局交通部（はこだてしきぎょうきょくこうつうぶ）は、北海道函館市の地方公営企業である函館市企業局の交通部局。軌道（路面電車、函館市電）事業を行っている。
2003年（平成15年）3月31日までは路線バス事業（函館市営バス）も行っていたが、函館バスに移管された。
事業所は、函館市駒場町15-1。路面電車は札幌市交通局が運営している札幌市電とともに北海道遺産の一つに選定されている。
2011年3月31日までは函館市交通局の名称であったが、水道局（現、函館市企業局上下水道部）との統合による企業局の発足により、翌4月1日から交通部門は企業局交通部となった。

## 概要
下湯川村の商人、佐藤祐知などが創立した亀函馬車鉄道（きかんばしゃてつどう）が、東京馬車鉄道と小田原馬車鉄道（小田急箱根の前身）の技術指導を受けて1897年に開業した馬車鉄道を起源とし、1911年に函館水電（現・北海道電力）が継承して1913年に電化し、北海道初の路面電車として運転を開始した。その後いくつかの電気事業者の手を経て、1943年、電力統制のため鉄軌道事業を道南電気軌道に譲渡。同年、陸運統制令により、函館市が譲り受けた。道南電気軌道はバス事業も運営しており、バスも同時に市営となっている。
市電は戦後も路線の延長がおこなわれ、当時は函館市外だった亀田町（1971年11月に亀田市となり、1973年12月に函館市に合併）にも線路を延ばしている。1959年の湯の川線の全通で、市電の路線総延長はピークとなった。しかし1970年代に入ってから中心部の空洞化と市街地の拡散が進み、市営交通の利用者は減少する。バスについては函館バスと市営バス事業とのエリア協定もあり、非効率な路線設定と経営の不採算性が生じていた。交通局が1974年に交通事業財政再建団体に指定されたため、経営の合理化（市電路線の一部廃止や資産の縮小化等）が図られることとなる。1988年に財政再建団体指定は解除されたが、その後再び市営交通の経営状態が問題となり、1991年に函館市交通事業健全化計画が策定された。これに基づき、残存していた市電路線の約1/3が廃止される。市バスについては、順次市営バス事業を函館バスに移管し、2003年にバス事業を廃止した。

## 歴史

### 馬車鉄道時代
- 1894年（明治27年）1月 - 亀函馬車鉄道株式会社設立[4]。
- 1897年（明治30年）12月12日  -亀函馬車鉄道が弁天町（後の函館どつく前） - 東川町（後の東雲町）間の馬車鉄道を開業。
- 1898年（明治31年）
  - 1月9日 - 十字街 - 鶴岡町（後の函館駅前） - 東川町間を開業。
  - 8月19日 - 函館鉄道（函館 - 湯川間未開業）と合併し函館馬車鉄道に改称。
  - 9月29日 - 鶴岡町 - 海岸町間が開業。
  - 10月21日 - 海岸町 - 亀田間が開業。
  - 12月12日 - 東川町 - 湯川間が開業。
- 1903年（明治36年）7月8日（1904年（明治37年）4月29日とも） - 海岸町 - 亀田間が廃止。

### 函館水電・帝国電力（電力会社運営）時代
- 1911年（明治44年）10月1日 - 函館水電が函館馬車鉄道を買収。
- 1913年（大正2年）
  - 6月29日 - 東雲町（後の労働会館前） - 湯川間が電化（北海道初の路面電車）および、新川車庫完成。
  - 10月31日 - 弁天町 - 十字街 - 東雲町間が電化。
- 1914年（大正3年）
  - 5月1日 - 宝来町 - 谷地頭間が開業。
  - 10月31日 - 十字街 - 函館駅前 - 海岸町、函館駅前 - 松風町間が電化、全線で電気運転開始。
- 1915年（大正4年）9月1日 - 大門前 - 湯の川間において貨物電車の運転を開始。
- 1921年（大正10年） - 大型ボギー電車50形の運行開始。
- 1925年（大正14年）10月1日 - 海岸町 - 亀田（後のガス会社前）間が開業[5]。
- 1926年（大正15年）1月20日 - 新川車庫火災により電車31両が焼失。
- 1932年（昭和7年）10月14日 - 貨物電車廃止。
- 1934年（昭和9年）
  - 3月21日 - 函館大火により、電車48両および新川車庫等の運行に必要な諸施設が焼失。
  - 3月28日 - 一部路線の運行が再開され、同月31日までに全線復旧し運行を再開。
  - 8月1日 - 帝国電力に改称。
  - 12月27日 - 大火で焼失した新川車庫の代替施設として、駒場車庫完成[6]。
- 1936年（昭和11年）
  - 2月15日 - 柏木車庫完成。
  - この年 300形導入。
- 1940年（昭和15年）8月6日 - 帝国電力が大日本電力に合併。
- 1943年（昭和18年）
  - 1月14日 - 大日本電力、函館の電車・バス事業を道南電気軌道に譲渡[7]。

### 函館市営時代
- 1943年（昭和18年）
  - 11月1日 - 函館市に譲渡、函館市役所交通局が発足。
  - 12月22日 - 函館市交通部に改称。
- 1945年（昭和20年）7月9日 - 鮫川（後の湯の川温泉） - 湯川 間が廃止。
- 1948年（昭和23年） - 500形導入。
- 1949年（昭和24年）5月22日 - 初のディーゼルエンジンバス2両導入[8]。
- 1950年（昭和25年）
  - 8月31日 - 集電装置をポール方式から定圧ビューゲル方式へ換装[9]。
  - 9月14日 - 宮前線・亀田（後のガス会社前） - 宮前町間 (0.6 km)開業[10]。
- 1951年（昭和26年）
  - 1月13日 - 電気バス運転休止[9]。
  - 7月1日 - 宮前線・宮前町 - 五稜郭公園前 (1.2 km)延伸開業（全通）[10]。
- 1952年（昭和27年）
  - 10月1日 - 公営企業としての函館市交通局が発足。
  - 10月15日 - 貸切バスおよびロマンスカー車両の運転開始[11]。
- 1953年（昭和28年） - 函館山登山バス、臨時便扱いで日曜のみ運行開始[11]。
- 1954年（昭和29年）
  - 4月21日 - 函館山登山バス、日曜に加えて土曜も運行化[12]。
  - 5月 - 600形導入。
  - 11月21日 - 本線・亀田 - 鉄道工場前 (1.3 km)延伸開業[10]。
- 1955年（昭和30年）
  - 4月27日 - 定期観光バスの運行免許が下りる[13]。
  - 8月13日 - 函館バス労使関係悪化により、郊外へ臨時バス運行開始。椴法華線他6路線[13]。
  - 12月24日 - 函館バス労使関係悪化により、郊外バス、上磯線、大野線、赤川線、下海岸線の運行を開始[11]。
  - 11月27日 - 本線・鉄道工場前 - 五稜郭駅前 (0.4 km)延伸開業（全通）[10]。
- 1956年（昭和31年）10月3日 - 高砂町にバスセンター完成。バスは函館駅を中心とする運行形態に[14]。
- 1957年（昭和32年）3月 - 700形導入。
- 1958年（昭和33年）7月30日 - 梁川町変電所新設完成[15]。
- 1959年（昭和34年）
  - 9月2日 - 湯の川線・湯の川温泉 - 湯の川間 (0.5 km)延伸開業（全通）[10]。
  - この年 710形導入。
- 1962年（昭和37年） - 800形導入。
- 1966年（昭和41年）5月25日 - 梁川車庫完成（旧・函館西武、パボッツ→テキサス函館所在地）
- 1968年（昭和43年）6月1日 - 3系統（駒場車庫前 - 函館どつく前）でワンマン運転開始。
- 1969年（昭和44年） - 昭和営業所開設。
- 1970年（昭和45年）
  - 3月 - 1000形（東京都電7000形）導入。
  - 10月28日 - 暖房車両運行開始[16]。
- 1971年（昭和46年）
  - 3月4日 - バスセンター売却[16]。
  - 8月1日 - 日吉営業所開設[17]。
- 1972年（昭和47年）8月31日 - 市交通事業対策委員会、当時の市長に「軌道事業、湯の川 - 函館どつく間以外は廃止案」提出。労働組合や市民による強い反対で廃案になる。
- 1973年（昭和48年）
  - 10月1日 - 梁川車庫閉鎖（車両数75両→58両）
  - 11月1日 - 路線バス郊外線「上磯線」「大野線」廃止
- 1974年（昭和49年）
  - 1月9日 - 地方公営交通事業の健全化の促進に関する法律の交通事業財政再建団体に指定される。
  - 4月19日 - 柏木町庁舎・車庫（柏木町電停南側。現・函館まるかつ水産柏木店及びホリデイスポーツクラブ敷地）を閉鎖。深堀町のバス車庫構内（競馬場前電停北側。現・函館競馬場北駐車場）に移転。
- 1978年（昭和53年）
  - 11月1日 - 本線の一部（ガス会社前 - 五稜郭駅前間）廃止 (-1.6 km) [10]。
  - 11月 - 貸切バス事業及び定期観光バスの運行を廃止[18]。郊外線を休止[18]。
  - 12月8日 - 深堀町バス車庫敷地売却に伴い、深堀庁舎から管理部および運輸部を函館市末広町分庁舎（十字街電停近く、元・丸井今井函館店、現・函館市地域交流まちづくりセンター）の4階へ移転。1階には定期券類の販売所も設けられていた。
- 1985年（昭和60年）7月 - 710形711号を国鉄五稜郭工場で車体更新。
- 1987年（昭和62年） - 500形505号を501号に改番のうえ国鉄五稜郭工場で車体更新。
- 1988年（昭和63年）3月31日 - 再建が終了し交通事業財政再建団体の指定が解除される。
- 1990年（平成2年） - 車体更新車8000形導入。
- 1991年（平成3年） - 函館市交通事業健全化計画策定。
- 1992年（平成4年）4月1日 - 東雲線（宝来町 - 松風町間）廃止 (-1.6 km) [19][10]。
- 1993年（平成5年）
  - 4月1日 - 本線の一部（函館駅前 - ガス会社前間）・宮前線（ガス会社前 - 五稜郭公園前間）廃止 (-3.6 km) [5]。
  - 4月24日 - 2000形、3000形導入[20]。
  - 8月2日 - 箱館ハイカラ號運転開始[21]。以後、毎年4月中旬から10月31日にかけて運行される。
- 1994年（平成6年）4月1日 - バスロケーションシステム運用開始[21]。
- 1999年（平成11年）1月2日 - 谷地頭駅事故[22]。
- 2001年（平成13年）4月1日 - 市営バス事業のうち、日吉営業所と同所管轄の26の運行系統を函館バスに移管[18]。
- 2002年（平成14年）
  - 4月1日 - 市営バス事業のうち、昭和営業所と同所管轄の11の運行系統を函館バスに移管[18]。市営バス路線は6番系統の一路線のみ（車両数8台・乗務員12名・運行管理者4名）となり、駅前出張所が運行拠点となる[18]。
  - 4月22日 - 部分低床車体更新車8100形入。
  - 9月8日 - 十字街駅脱線事故。
  - 10月7日 - 末広町分庁舎閉鎖に伴い、同庁舎に入居していた管理部および運輸部が駒場車庫構内に新築された管理庁舎へ移転。
- 2003年（平成15年）
  - 4月1日 - 函館バスへ市営バス路線6番系統を移管し、バス事業廃止[2]。
  - 4月1日 - 市電乗務員の制服デザインを変更[23]。
- 2007年（平成19年）3月20日 - 超低床車9600形導入。
- 2011年（平成23年）4月1日 - 函館市水道局と統合し函館市企業局交通部となる。
- 2017年（平成29年）3月25日 - IC乗車券・ICAS nimoca利用開始[24]。
- 2023年（令和5年）4月1日 - 路面電車運行開始110周年を記念し、市電乗務員の制服デザインを変更[23][25]。

## 軌道事業
最盛期には6路線合計17.9 km（12系統）の路線を有していたが、乗客の減少から経営状態が厳しくなり、1978年（昭和53年）、1992年（平成4年）、1993年（平成5年）に路線の一部を廃止し、以後は4路線合計10.9 km（2系統）の路線を運営している。

### 路線

#### 現有路線
- 路線距離（営業キロ）：10.9 km
- 軌間：1372 mm
- 停留所数：26（起終点含む）
- 複線区間：全線（起終点の終端部分を除く）
- 電化区間：全線（直流600 V）
- 最急勾配：58.3 ‰（青柳町 - 谷地頭）[26]

本線
函館駅前 - 函館どつく前 (2.9 km)
湯の川線
湯の川 - 松風町 (6.1 km)
宝来・谷地頭線
十字街 - 谷地頭 (1.4 km)
大森線
松風町 - 函館駅前 (0.5 km)

#### 廃止路線
本線
五稜郭駅前 - ガス会社前 (1.6 km)：1978年（昭和53年）11月1日廃止
ガス会社前 - 函館駅前 (1.8 km)：1993年（平成5年）4月1日廃止：1991年（平成3年）策定の函館市交通事業健全化計画に基づき廃止
東雲線
宝来町 - 松風町 (1.6 km)：1992年（平成4年）4月1日廃止
宮前線
ガス会社前 - 五稜郭公園前 (1.8 km)：1993年4月1日廃止：1991年（平成3年）策定の函館市交通事業健全化計画に基づき廃止
上記のほか、改キロにより1977年と1983年に各0.1 km減。

#### 路線見直し
以下の通り路線見直しの検討があった。◯：延伸等ポジティブ要素、●：短縮・廃止等ネガティブ要素
函館水電時代の総論
前身の電力会社運営時代は郊外に路面電車を進出させる気持ちは終始無かったと言われている。
◯：延伸要望（大正時代の中頃）
弁天停留場（現・函館どつく前停留場）から高龍寺前まで、魚見坂の上を延伸する構想があったものの実現できなかった
◯：延伸要望（1939年〈昭和14年〉4月頃）
戸井線湯の川駅開業にあわせて、同駅前まで延伸要望が湯川町から出される
⚫️：廃止バス転換、無軌道への転換、存続（1946年〈昭和21年〉末頃）
廃止とバス転換はボギー車1両に対しバス2両が必要で人件費がかかる。当時の函館は舗装が遅れていて、バス車両の耐用年数に問題があった。無軌道（トロリーバス）への転換は単車ぐらいの大きさしか出来ず、モーターの出力が小さく積雪地には不向きであった。また、東部地区に繁華街が出来ると予測し、そうであるなら五稜郭公園前が中心になると見て、そちらの方面の輸送力増強をしながら存続することになった。
⚫️：一部廃止、ショッピングセンター化検討（1967年〈昭和42年〉 - 1968年〈昭和43年〉）
函館駅前 - 松風町間を廃止して道路をショッピングセンター化する構想があったが、市民の反対により断念。
廃止、バス一元化等検討（1970年〈昭和45年〉9月 - 1972年〈昭和47年〉8月31日）
市交通事業経営審議会の「電車は路線が固定的なため市民の変動する交通需要に応ずることが出来ず、乗客は減少の一途をたどる。バスはこれらの欠点がなく市民の交通サービスを向上出来る」とし、「電車を廃止し、バス一元化」の答申を参考に、市交通事業対策委員会は「電車は湯の川 - 函館どつく間以外は廃止」という内容を矢野康市長（当時）に提出したが、労働組合や市民による強い反対により断念した。　
◯：函館駅乗り入れ検討（1990年代）
函館駅前土地区画整理事業の整備の指針となった顔づくり計画の策定時に、駅前広場へのスイッチバック方式による乗り入れを検討したが、路線延長のための事業費、幹線道路における通行の流れ、交差点の信号処理の問題で見送っている。
◯：延伸検討（2000年〈平成12年〉1月26日）
五稜郭公園前 - 富岡 - 赤川一丁目間の路線の延伸が検討されたことがあるが、函館市議会の公共交通調査特別委員会のなかで、交通局管理部長（当時）が、「試算では4.25kmの延伸で28億7500万円かかり、（当時）毎年4、5億円の赤字が出ている中での整備は難しい」とし、企画部長（当時）も「民営バスとの新たな競合が生まれる懸念がある。将来課題としたい」。
◯：延伸検討（2009年〈平成21年〉7月24日）
第1回函館市交通事業経営計画検討会議にて交通局長（当時）が、「ニーズ的に人口の多い東部地区への延長、湯の川 - 函館空港間を延伸して観光客等をまっすぐ市内へと運ぶという市民要望があるが、データや事業運営の状況をみると非常に難しい。縮小は考えておらず、現状のままで事業を図っていきたいと考えている」としている。
地元まとめ系ネットメディアの「e-HAKODATE」は2025年（令和7年）2月25日更新記事にて、「この案は（その後も）メディアや個人ブログで何度も見かける。急勾配問題があるとの指摘があるが、2021年（令和3年）に函館市は函館市民の声の中で法令上問題ないと回答した」と報じた。また地元政経メディアの「NEW現代函館・NEW現代北海道」は2025年夏季特別号の中で、「延伸距離が長く建設費用が大きくなるから却下された」と事情を報じている。

### 運行系統
2系統：湯の川線 - 大森線 - 本線 - 宝来・谷地頭線（運転系統記号：「谷地頭」よりY）
湯の川 - 五稜郭公園前 - 松風町 - 函館駅前 - 十字街 - 谷地頭
運行距離：9.2 km、運行時間：6:10 - 23:01
5系統：湯の川線 - 大森線 - 本線（運転系統記号：「どつく前」よりD）
湯の川 - 五稜郭公園前 - 松風町 - 函館駅前 - 十字街 - 函館どつく前
運行距離：9.3 km、運行時間：6:07 - 23:27
このほか、途中折り返し系統や駒場車庫前発着の出入庫系統、通勤・通学・観光客の状況により運転する臨時便がある。両系統重複区間のみの運行となる湯の川・駒場車庫前 - 函館駅前は5系統となる。
各停留場には番号（いわゆる駅ナンバリング）が付与されており、2011年ごろから番号に加え、運転系統記号が付いている。運転系統記号は終点の頭文字からとられており、両系統が重複する区間（湯の川 - 十字街間）は「DY」となる。
何度かの時刻改正によって、以下の通り運行間隔が変更されている。
| 運行間隔の変遷            | 運行間隔の変遷                    | 運行間隔の変遷                    | 運行間隔の変遷 |
| 改正年月日                | 運行間隔 〔（）内は系統重複区間〕 | 運行間隔 〔（）内は系統重複区間〕 | 備考           |
| 改正年月日                | 始発 - 18時                       | 19時以降                          | 備考           |
| ------------------------- | --------------------------------- | --------------------------------- | -------------- |
| 2004年（平成16年） 4月1日 | 10分間隔 （5分間隔）              | 20 - 30分間隔 （10 - 20分間隔）   | [ 39 ] [ 40 ]  |
| 2010年（平成22年） 4月1日 | 10 - 12分間隔 （5 - 6分間隔）     | 20 - 24分間隔 （10 - 12分間隔）   | [ 39 ] [ 41 ]  |
| 2021年（令和3年） 4月1日  | 11 - 12分間隔 （5 - 6分間隔）     | 20 - 43分間隔 （10 - 20分間隔）   | [ 39 ] [ 42 ]  |
| 2022年（令和4年） 6月4日  | 11 - 16分間隔 （5 - 8分間隔）     | 28 - 30分間隔 （5 - 20分間隔）    | [ 39 ] [ 43 ]  |

#### 廃止系統
区間は系統最長のもの。廃線による区間短縮や、途中止まりなども存在した。
1系統：東雲線経由
五稜郭駅前 - ガス会社前 - 五稜郭公園前 - 松風町 - 宝来町 - 十字街 - 函館どつく前
湯の川 - 五稜郭公園前 - 松風町 - 宝来町 - 十字街 - 函館どつく前
一部を除き環状運転を行っていた

3系統：宮前線経由（通称「ガス会社回り」）
湯の川 - 五稜郭公園前 - ガス会社前 - 函館駅前 - 十字街 - 函館どつく前

4系統：本線
五稜郭駅前 - ガス会社前 - 函館駅前 - 十字街 - 函館どつく前
一部を除き環状運転を行っていた
6 - 12系統は、臨時などの増発便や夜間入庫便に別の系統番号を割り振ったものであった。

### 停留場一覧
- すべて北海道函館市に所在。
- 所在地について2箇所のものは函館どつく前・谷地頭方面乗り場を先に記載。

#### 湯の川線・大森線・本線
| 路線名   | 停留場 番号 | 停留場名       | 路線距離 | 通算距離 | 接続路線・バス乗継指定停留所                                               | 所在地           |
| -------- | ----------- | -------------- | -------- | -------- | -------------------------------------------------------------------------- | ---------------- |
| 湯の川線 | DY01        | 湯の川         | 0.0      | 0.0      | 函館バス「湯倉神社前」                                                     | 湯川町2丁目      |
| 湯の川線 | DY02        | 湯の川温泉     | 0.5      | 0.5      |                                                                            | 湯川町2丁目      |
| 湯の川線 | DY03        | 函館アリーナ前 | 0.8      | 0.8      |                                                                            | 湯川町1丁目      |
| 湯の川線 | DY04        | 駒場車庫前     | 1.0      | 1.0      |                                                                            | 駒場町・深堀町   |
| 湯の川線 | DY05        | 競馬場前       | 1.3      | 1.3      | 函館バス「競馬場前」                                                       | 駒場町・深堀町   |
| 湯の川線 | DY06        | 深堀町         | 1.8      | 1.8      | 函館バス「深堀町」                                                         | 柏木町           |
| 湯の川線 | DY07        | 柏木町         | 2.3      | 2.3      |                                                                            | 柏木町           |
| 湯の川線 | DY08        | 杉並町         | 2.9      | 2.9      |                                                                            | 松陰町・杉並町   |
| 湯の川線 | DY09        | 五稜郭公園前   | 3.5      | 3.5      | 函館バス「五稜郭（市営バス運行時の名称は五稜郭電停前）」                   | 本町             |
| 湯の川線 | DY10        | 中央病院前     | 3.8      | 3.8      |                                                                            | 本町             |
| 湯の川線 | DY11        | 千代台         | 4.1      | 4.1      |                                                                            | 千代台町         |
| 湯の川線 | DY12        | 堀川町         | 4.7      | 4.7      |                                                                            | 千代台町・中島町 |
| 湯の川線 | DY13        | 昭和橋         | 5.0      | 5.0      | 函館バス「昭和橋」                                                         | 堀川町           |
| 湯の川線 | DY14        | 千歳町         | 5.3      | 5.3      |                                                                            | 千歳町・新川町   |
| 湯の川線 | DY15        | 新川町         | 5.6      | 5.6      |                                                                            | 千歳町・新川町   |
| 湯の川線 | DY16        | 松風町         | 6.0      | 6.0      |                                                                            | 松風町           |
| 大森線   | DY16        | 松風町         | 0.0      | 6.0      |                                                                            | 松風町           |
| 大森線   | DY17        | 函館駅前       | 0.5      | 6.5      | 北海道旅客鉄道：函館本線 - 函館駅 (H75) 函館バス「函館駅前」「棒二森屋前」 | 若松町           |
| 本線     | DY17        | 函館駅前       | 0.0      | 6.5      | 北海道旅客鉄道：函館本線 - 函館駅 (H75) 函館バス「函館駅前」「棒二森屋前」 | 若松町           |
| 本線     | DY18        | 市役所前       | 0.3      | 6.8      |                                                                            | 大手町           |
| 本線     | DY19        | 魚市場通       | 0.8      | 7.3      |                                                                            | 豊川町・大手町   |
| 本線     | DY20        | 十字街         | 1.3      | 7.8      | 函館市電：宝来・谷地頭線                                                   | 豊川町           |
| 本線     | D21         | 末広町         | 1.9      | 8.4      |                                                                            | 末広町           |
| 本線     | D22         | 大町           | 2.3      | 8.8      |                                                                            | 大町             |
| 本線     | D23         | 函館どつく前   | 2.8      | 9.3      |                                                                            | 入舟町           |

#### 宝来・谷地頭線
| 停留場 番号 | 停留場名 | 路線距離 | 通算距離 | 接続路線・バス乗継指定停留所 | 所在地   |
| ----------- | -------- | -------- | -------- | ---------------------------- | -------- |
| DY20        | 十字街   | 0.0      | 7.8      | 函館市電：本線               | 豊川町   |
| Y24         | 宝来町   | 0.4      | 8.2      |                              | 宝来町   |
| Y25         | 青柳町   | 1.0      | 8.8      |                              | 青柳町   |
| Y26         | 谷地頭   | 1.4      | 9.2      |                              | 谷地頭町 |

### 車両

#### 現有車両
車両外側は1975年5月14日に「カラー広告電車」第1号（724号=廃車済み）が登場して以来、ペイントのほか近年はラッピングで車体広告が施されており、同一のスポンサーによる車両は2015年現在1両も無い。
2024年3月31日現在、営業用車10形式32両、除雪車2両、装飾車3両、計37両を保有する。
- 30形 1両 (39) - 愛称・箱館ハイカラ號。排2号（除雪車）を旅客車に復元改造した車両
- 500形 2両 (501, 530) - 530は予備車。501（2代。505の車体更新車）は貸切車。
- 710形 3両 (716, 719 ,723)
- 7000形 3両 (7001 - 7003) - 710形の車体更新車
- 800形 1両 (812)
- 2000形 2両 (2001, 2002) - 函館市電初のVVVFインバータ制御カルダン駆動車
- 3000形 4両 (3001 - 3004) - かつての愛称はマリンブルー号。北海道の路面電車では初めて冷房装置を取り付けた。
- 8000形 10両 (8001 - 8010) - 800形の車体更新車
- 8100形 1両 (8101) - 800形の部分低床車体更新車
- 9600形 5編成 (9601 - 9605)[46]  - 愛称・らっくる号。アルナ車両が中心となって開発した超低床車リトルダンサーシリーズ
- 排形 2両（排3, 排4） - ブルーム式除雪車。いわゆる「ササラ電車」。200形（2代）を改造したもの。 旧所属は東京市電で、当時の形式は1形（2代）（記号・ヨヘロ）。
- 装1号 - 装3号 - 装飾車。函館港まつり期間中などに非営業運行。

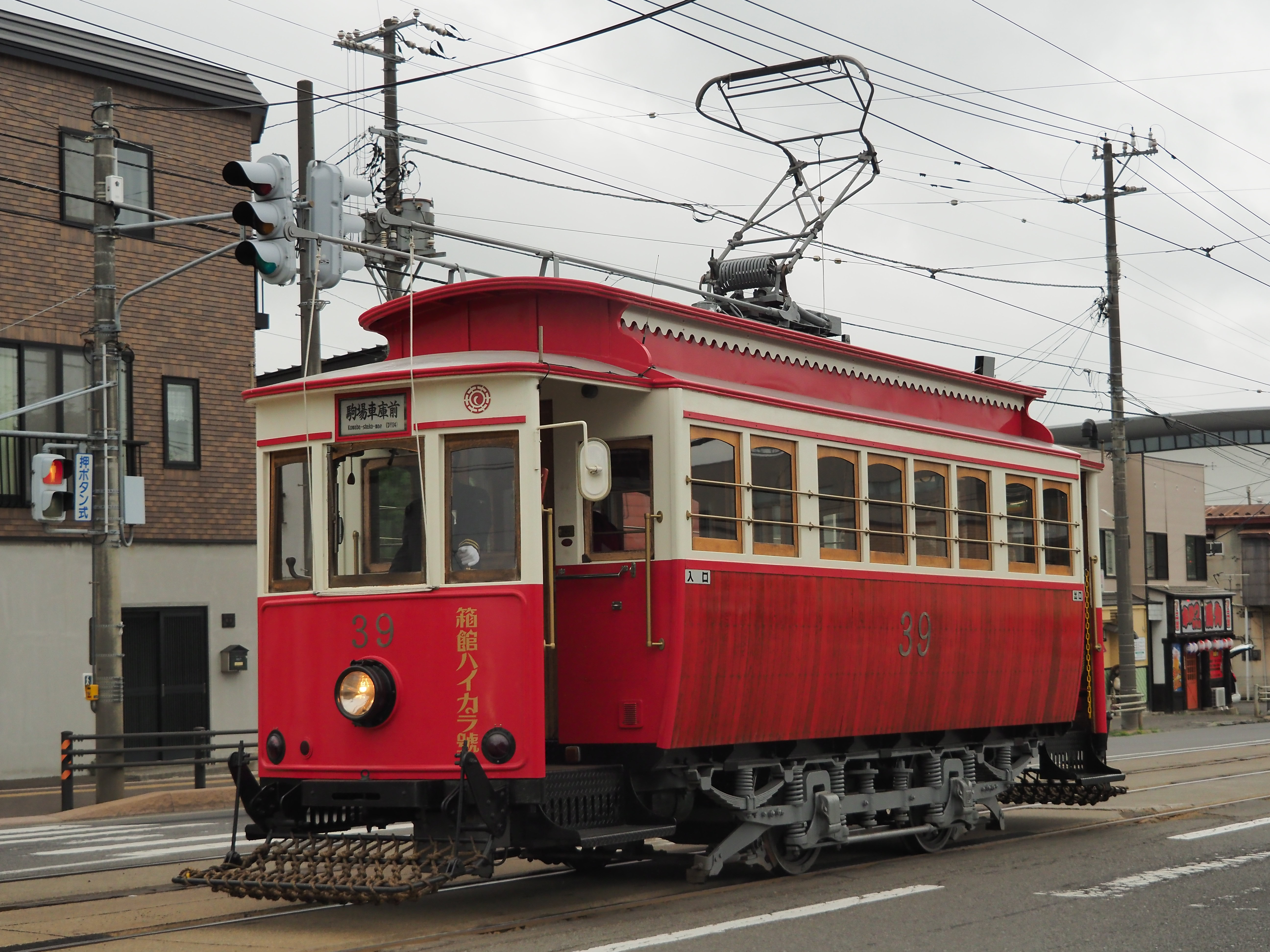
30形「箱館ハイカラ號」
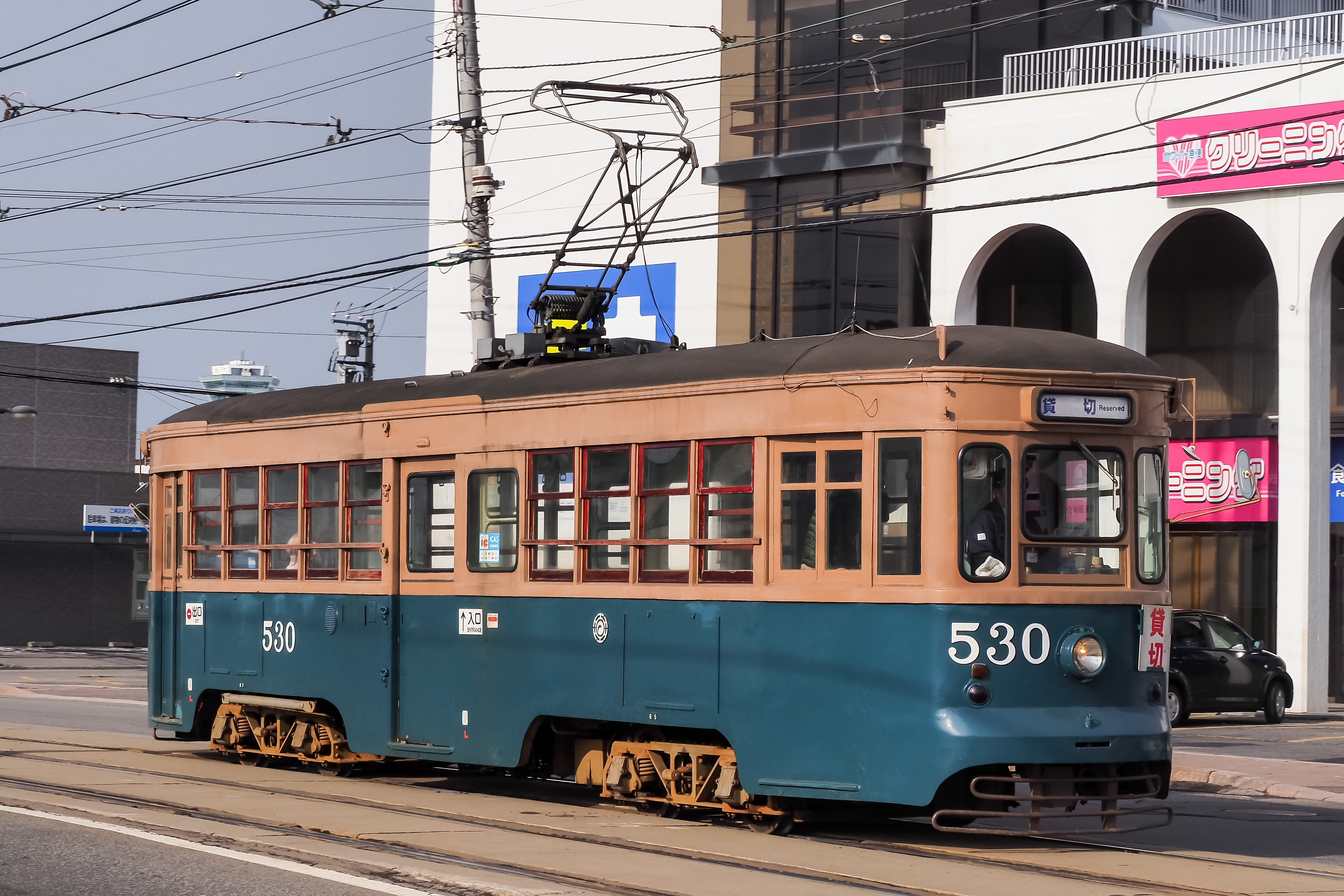
500形
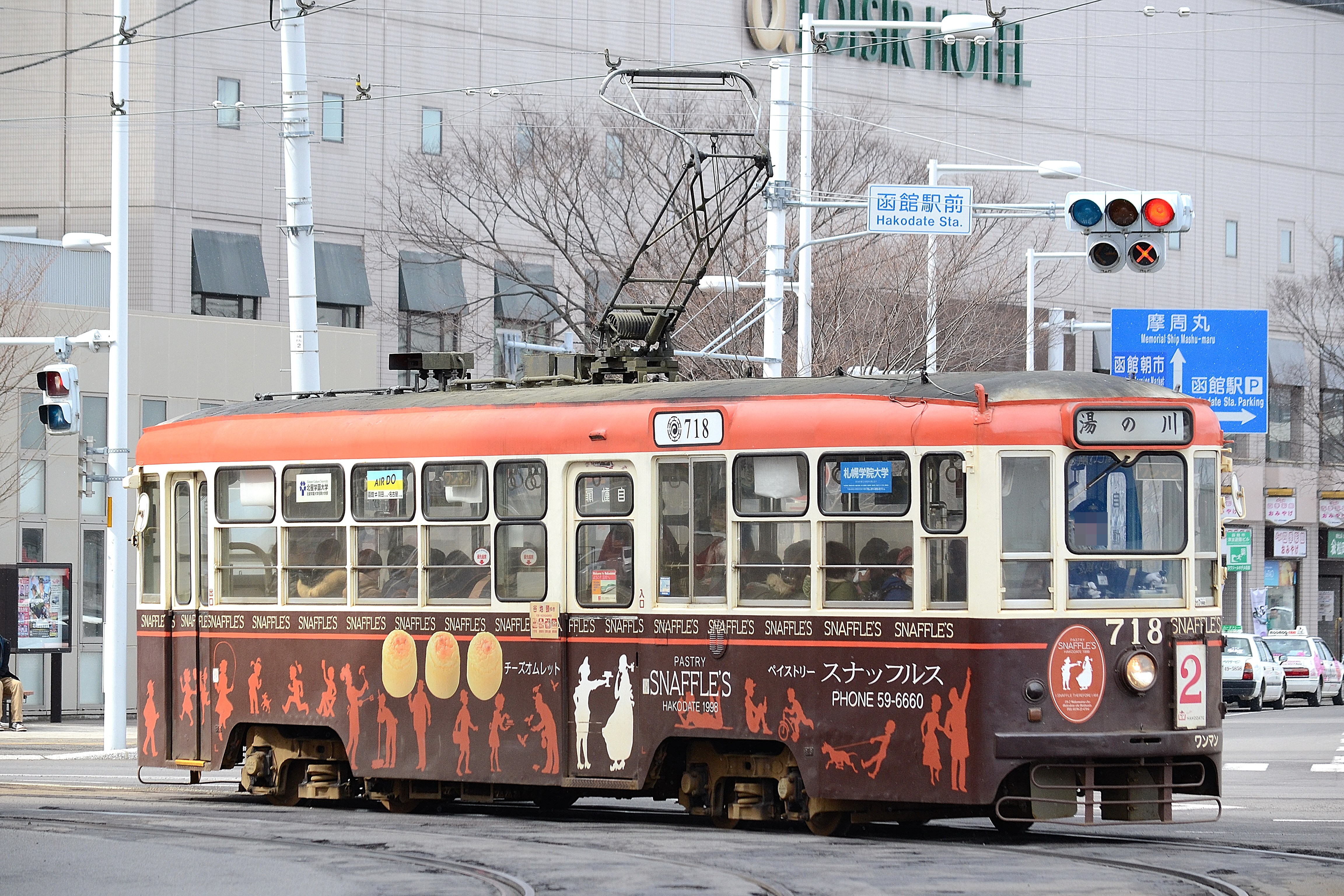
710形
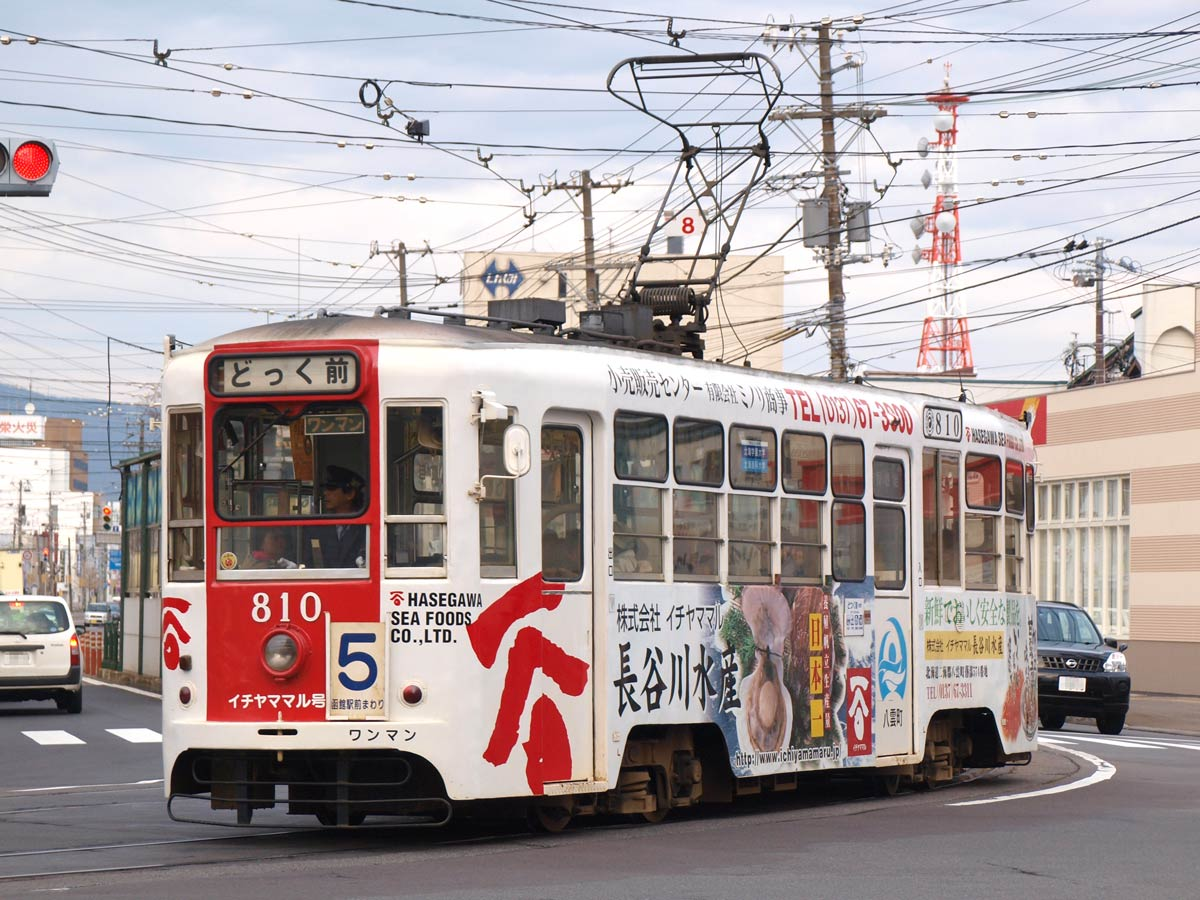
800形
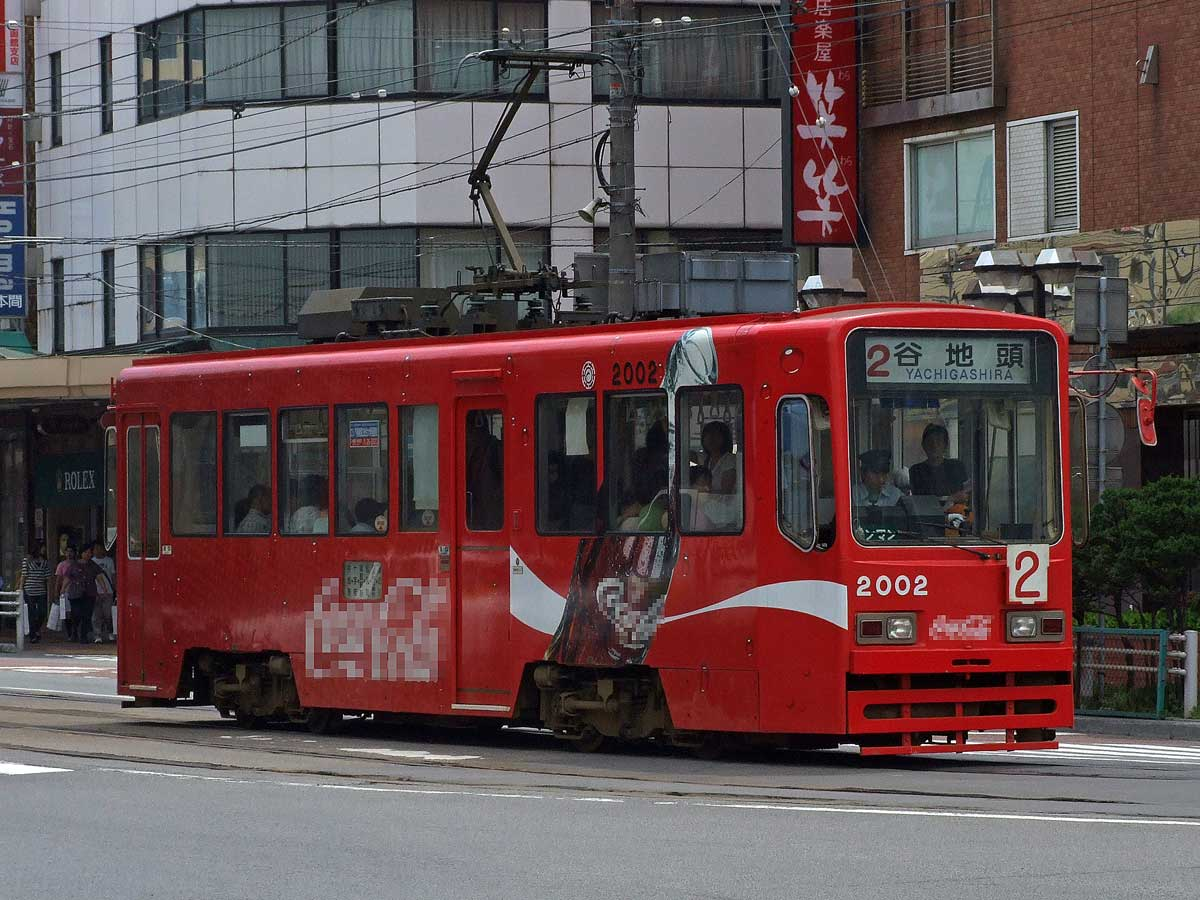
2000形
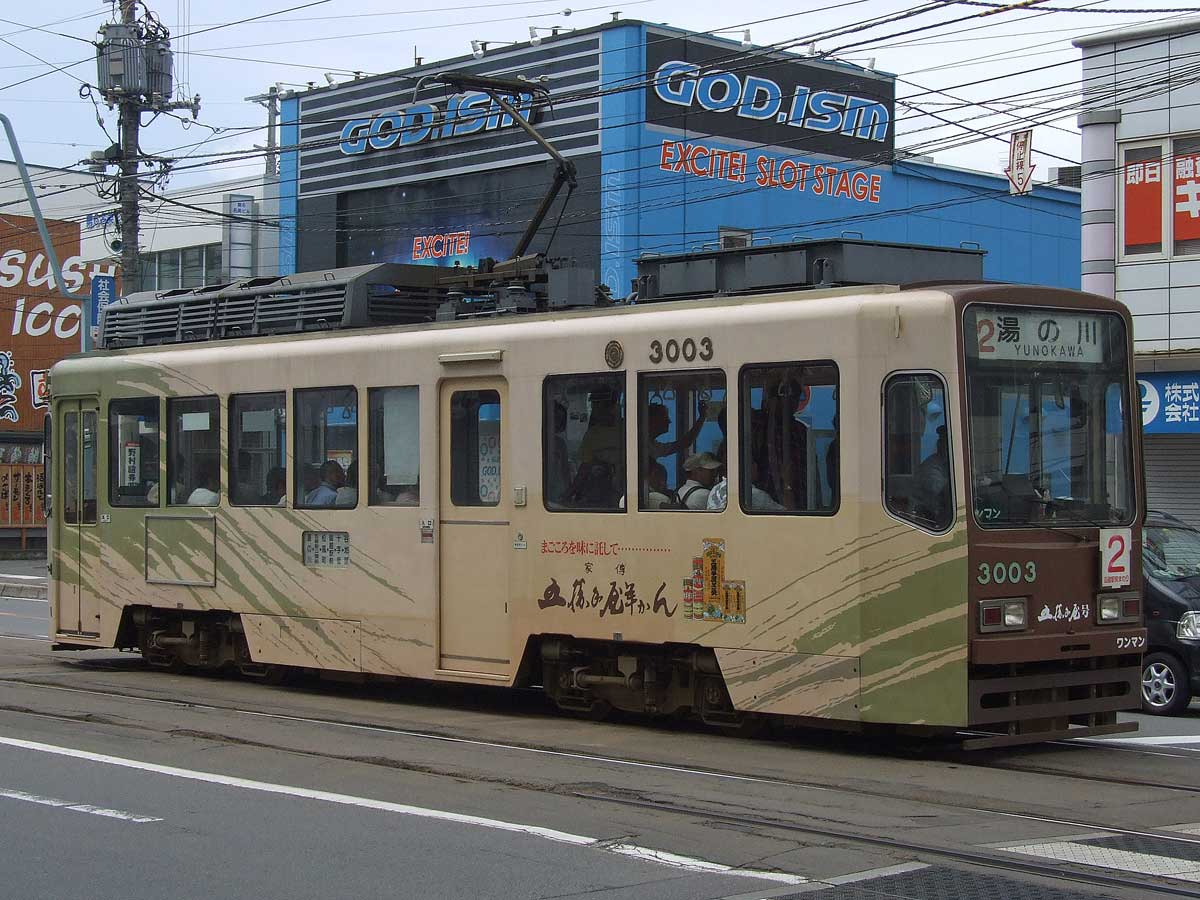
3000形
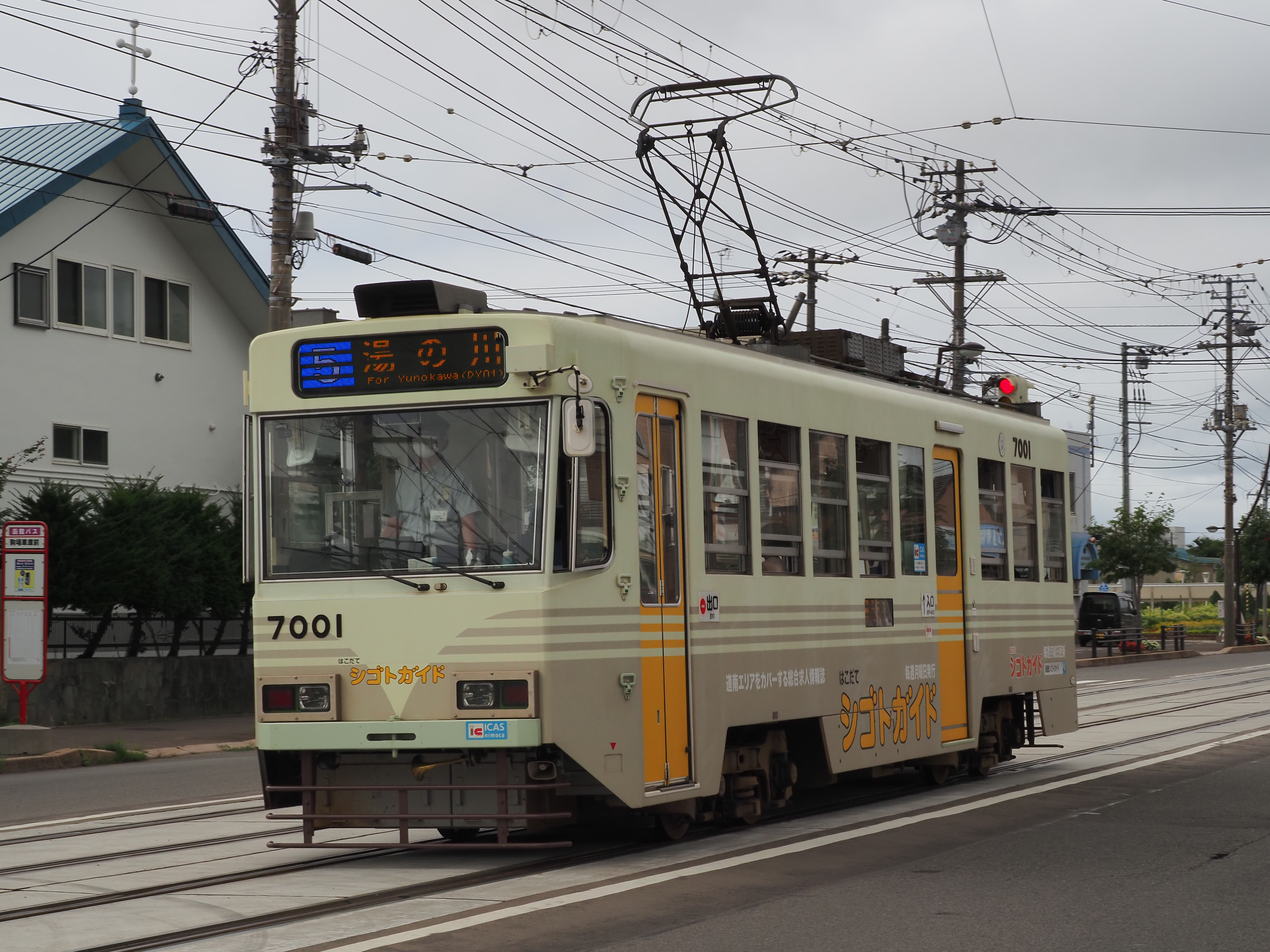
7000形
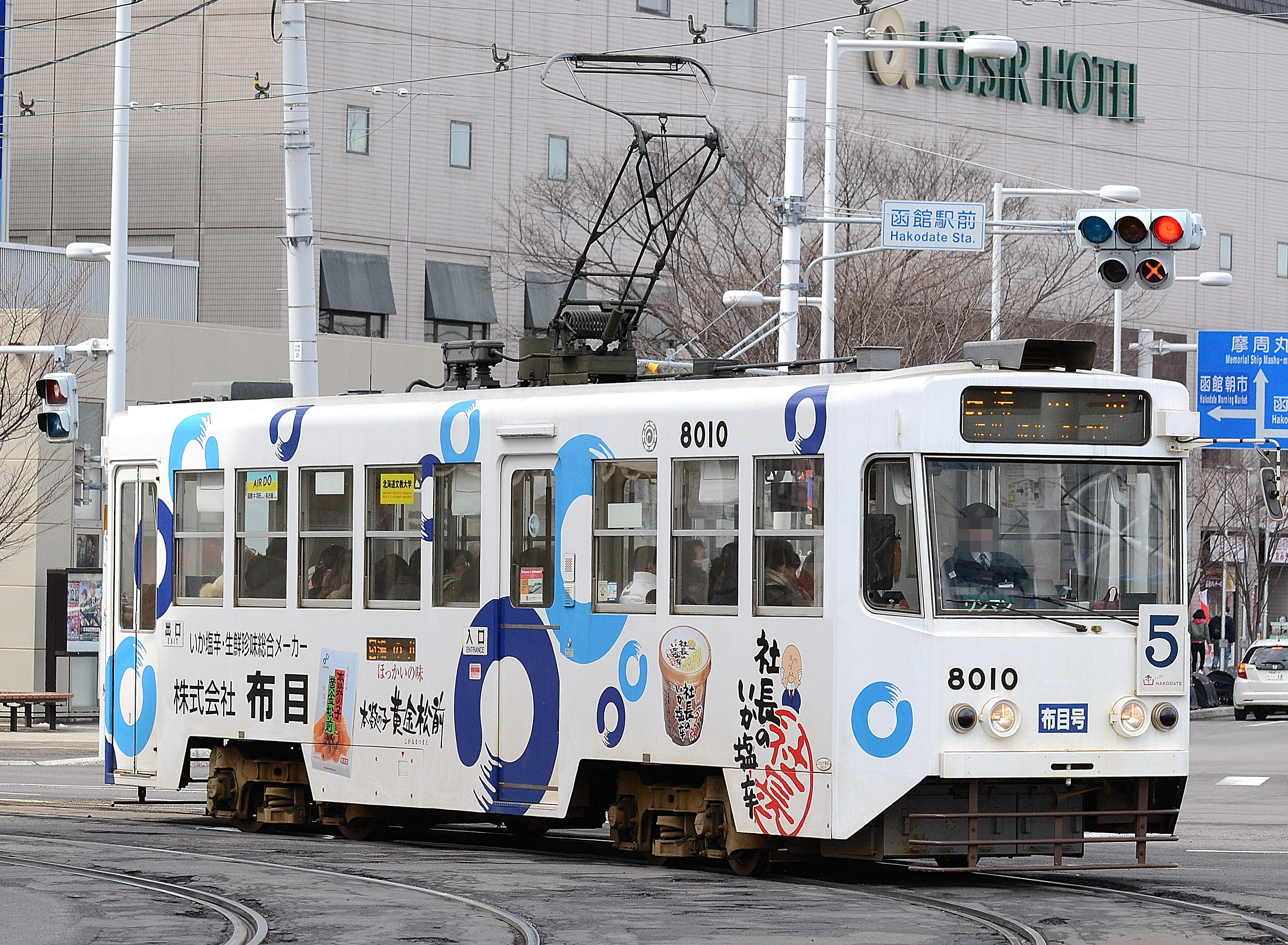
8000形
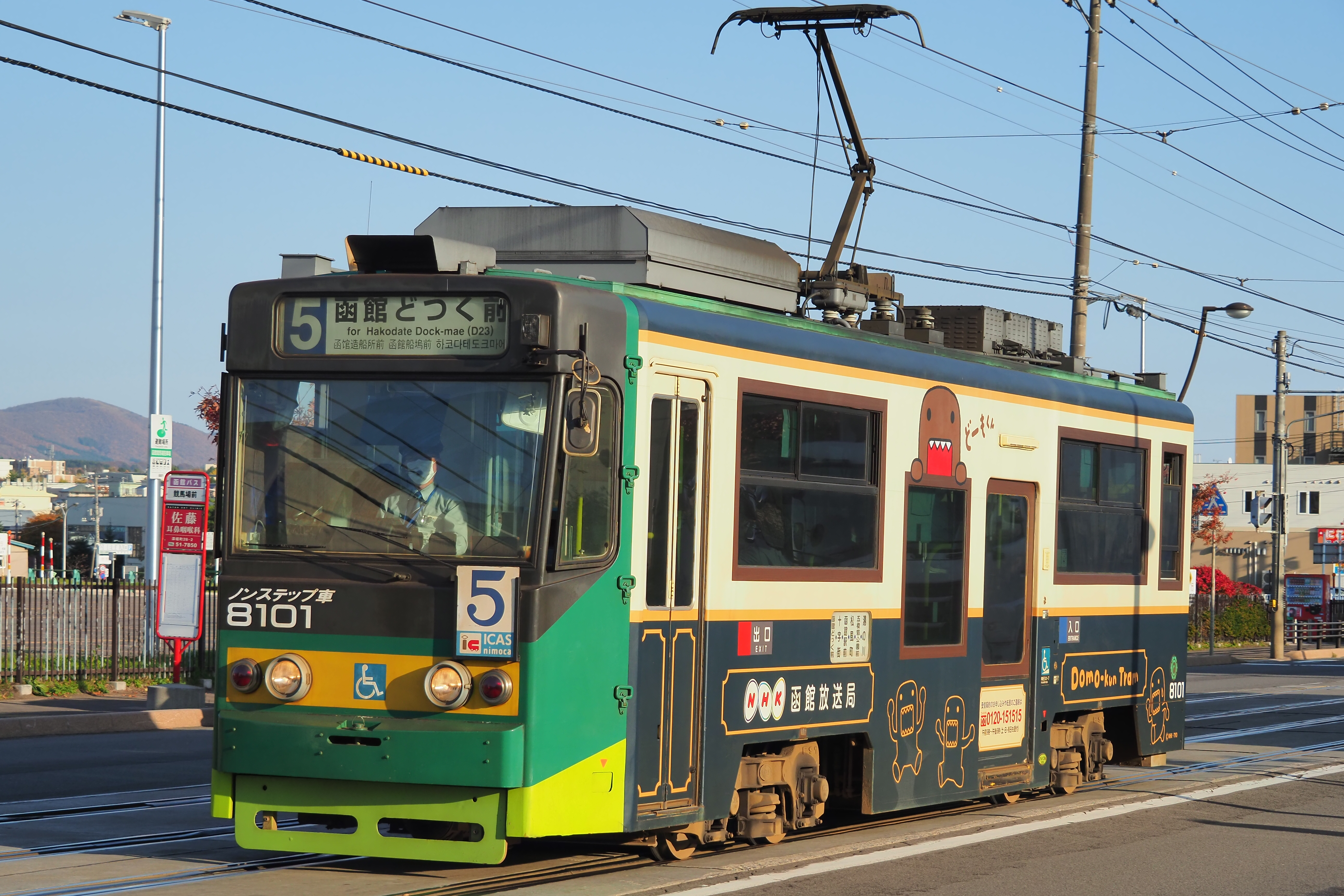
8100形
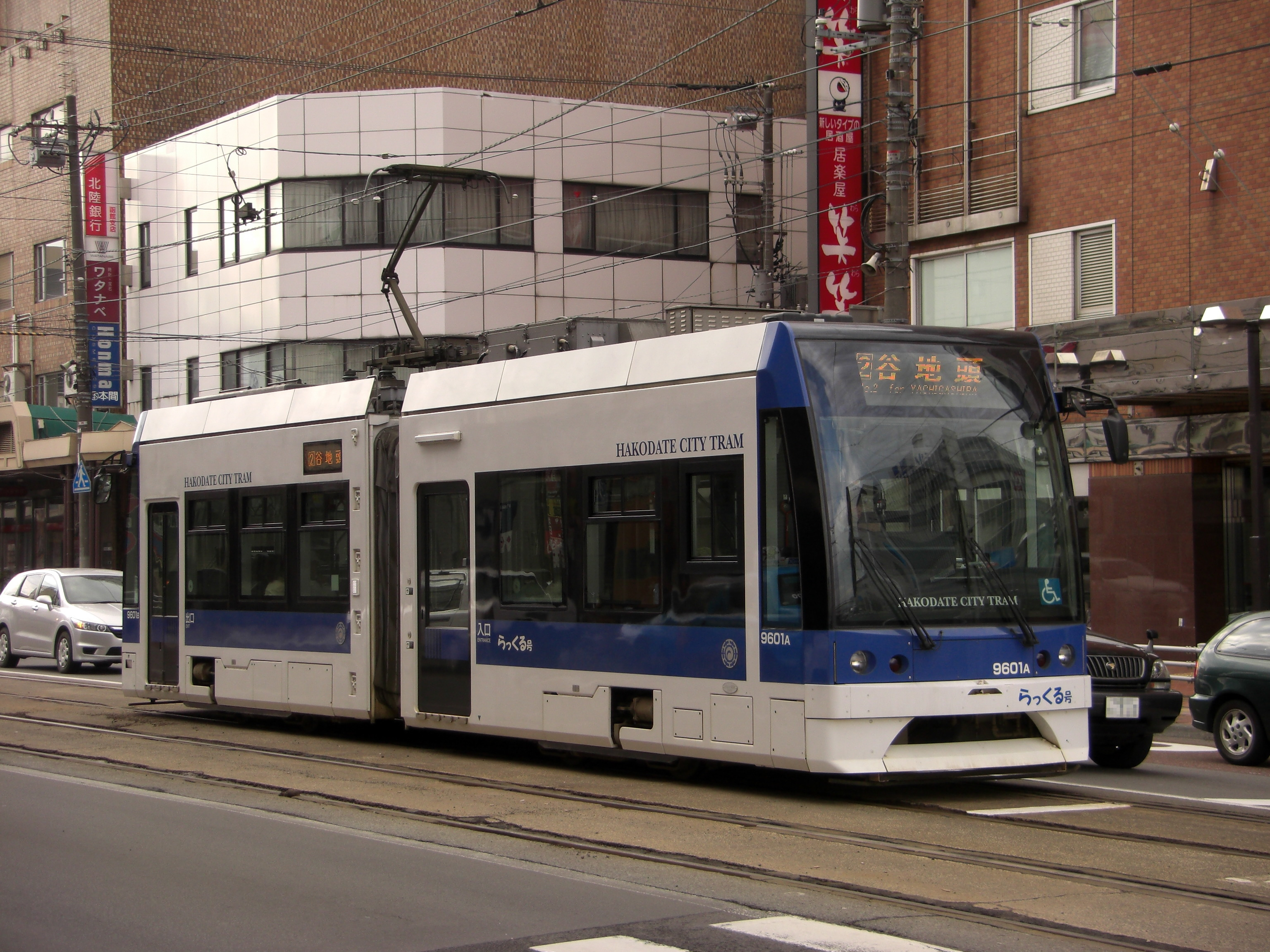
9600形
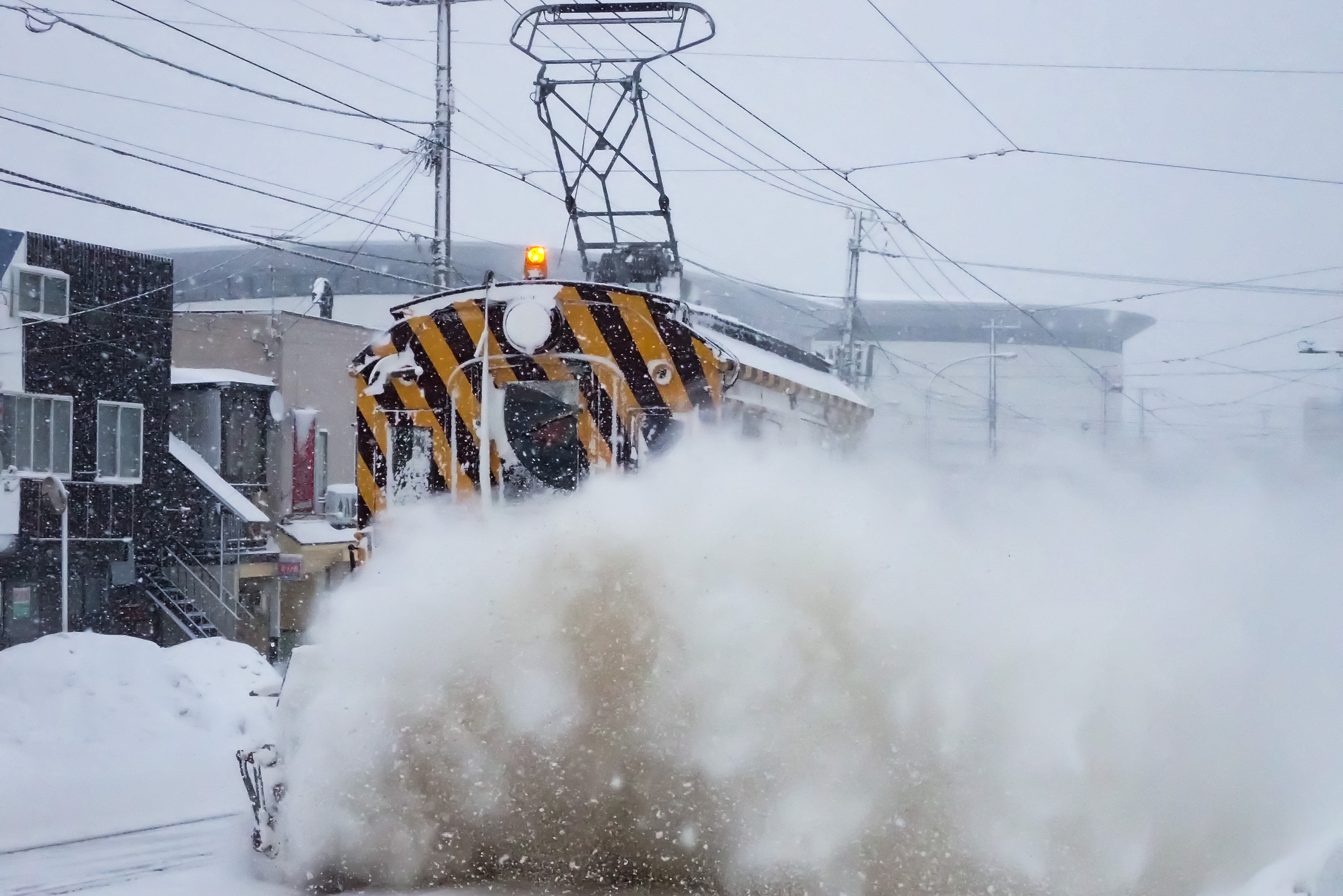
排3号（ブルーム式除雪車、通称ササラ電車）
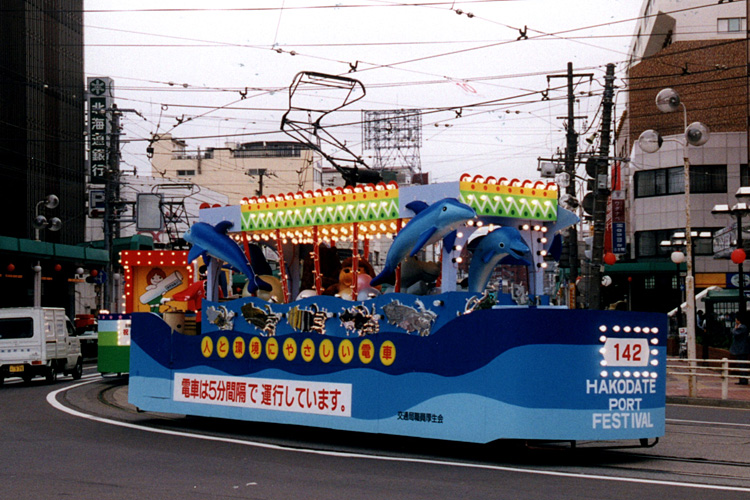
装2号（通称・花電車）

#### 箱館ハイカラ號
| 箱館ハイカラ號 |  | 切符を発売する女性車掌 |
| 箱館ハイカラ號 |  | 切符を発売する女性車掌 |

「チンチン電車」として観光客向けに走らせている。元々は成田市の成宗電気軌道で運行されていた車両で、1918年に函館に譲渡され客車として運行されていた。その後1937年にササラ式除雪車に改造され、1991年（平成3年）策定の函館市交通事業健全化計画に基づく乗客誘致策の一つ、および1992年（平成4年）の函館市制70周年記念事業の一環として当初の姿に復元された。運転士のほか車掌も乗務しており、おもに女性車掌が切符を発売・回収している。
系統番号は表示せず、駒場車庫前 - 谷地頭・函館どつく前の運転を基本とする。出入庫および関連便で湯の川 - 駒場車庫前・谷地頭・函館どつく前が設定されるほか、8月の旧盆を含む繁忙期はかつて基本系統であった五稜郭公園前 - 谷地頭・函館どつく前を設定の上で増発される。
運行期間は4月中旬 - 10月31日となっている。
- 2017年までは木曜日 - 翌週月曜日を運行日としていて、火・水曜日を基本的に点検のための運休とし、他に降雨時や交通規制時には運休としていた。ただし火・水曜日が祝日または最終日とその前日が該当する場合などは運行することがあった。
- 2018年からは、基本的に期間中の土曜日・日曜日・祝日のみの運行となる。ただしゴールデンウィーク期間中・お盆時期（通常8月9日 - 14日）・最終日となる10月31日などは曜日に関係なく運行される。

その年の通常運行日については、各停留場に掲示の箱館ハイカラ號時刻表・車内や乗車券販売所で配布のパンフレット・函館市のホームページに記載がある。
運賃は他の電車と同じで、現金以外に各種乗車券・カード・利用証（一部を除く）が使用できる。

#### 過去の車両
- 1943年11月に函館市交通局へ譲渡された形式
  - 10形
  - 100形
  - 200形（2代） 25両 - 旧東京市電1形 （2代）（記号・ヨヘロ）。東京市電気局より1934年に購入。ササラ電車への転用分を除き1957年までに全車廃車
  - 300形 15両 - 半鋼製単車 1936年製造。花電車への転用分3両を除き1971年廃車
  - 400形 6両 - 旧京王電気軌道23形 1940年購入 1962年廃車
- 函館水電・帝国電力・道南電気軌道時代に改造等により形式消滅
  - 50形 - 新川車庫火災および昭和9年の函館大火で全車焼失したため
  - 200形（初代） - 昭和初期に100型へ車体更新されたため
- 函館市交通局が導入した車両
  - 600形 5両 - 半鋼製ボギー車 1954年製造 1973年廃車
  - 700形 5両 - 半鋼製ボギー車 1957年製造 1973年廃車
  - 706形 1両 - 全鋼製ボギー車 事故車518号の車体更新車 1964年改造 1979年廃車
  - 1000形 - 元都電7000形

#### 車両数の変遷
| 年         | 500形 | 710形 | 800形 | 1000形 | 8000形 | 2000形 | 3000形 | 8100形 | 9600形 | 30形 | 合計（冷房車） |
| ---------- | ----- | ----- | ----- | ------ | ------ | ------ | ------ | ------ | ------ | ---- | -------------- |
| 1982- 1984 | 26    | 12    | 12    | 4      |        |        |        |        |        |      | 54(0)          |
| 1985       | 23    | 11    | 12    | 3      |        |        |        |        |        |      | 49(0)          |
| 1986- 1989 | 21    | 11    | 12    | 3      |        |        |        |        |        |      | 47(0)          |
| 1990       | 21    | 11    | 11    | 3      | 1      |        |        |        |        |      | 47(0)          |
| 1991       | 21    | 11    | 10    | 3      | 2      |        |        |        |        |      | 47(0)          |
| 1992       | 18    | 11    | 9     | 3      | 3      |        |        |        |        |      | 44(0)          |
| 1993       | 15    | 11    | 8     | 3      | 4      | 1      | 1(1)   |        |        |      | 42(1)          |
| 1994       | 7     | 10    | 7     | 3      | 5      | 2      | 2(2)   |        |        | 1    | 37(2)          |
| 1995       | 5     | 10    | 6     | 3      | 6      | 2      | 3(3)   |        |        | 1    | 36(3)          |
| 1996       | 4     | 10    | 6     | 3      | 6      | 2      | 4(4)   |        |        | 1    | 36(4)          |
| 1997- 2001 | 3     | 10    | 4     | 3      | 8      | 2      | 4(4)   |        |        | 1    | 35(4)          |
| 2002- 2006 | 3     | 10    | 3     | 3      | 8      | 2      | 4(4)   | 1      |        | 1    | 35(4)          |
| 2007- 2009 | 2     | 10    | 3     | 1      | 8      | 2      | 4(4)   | 1      | 1(1)   | 1    | 33(5)          |
| 2010       | 2     | 9     | 3     |        | 8      | 2      | 4(4)   | 1      | 2(2)   | 1    | 32(6)          |
| 2011       | 2     | 9     | 3     |        | 8      | 2      | 4(4)   | 1      | 2(2)   | 1    | 32(6)          |

- 事業用車除く
- 1982・83年は1月1日現在、84年以降は4月1日現在
- 『私鉄車両編成表』各年版、ジェー・アール・アール

### 車庫

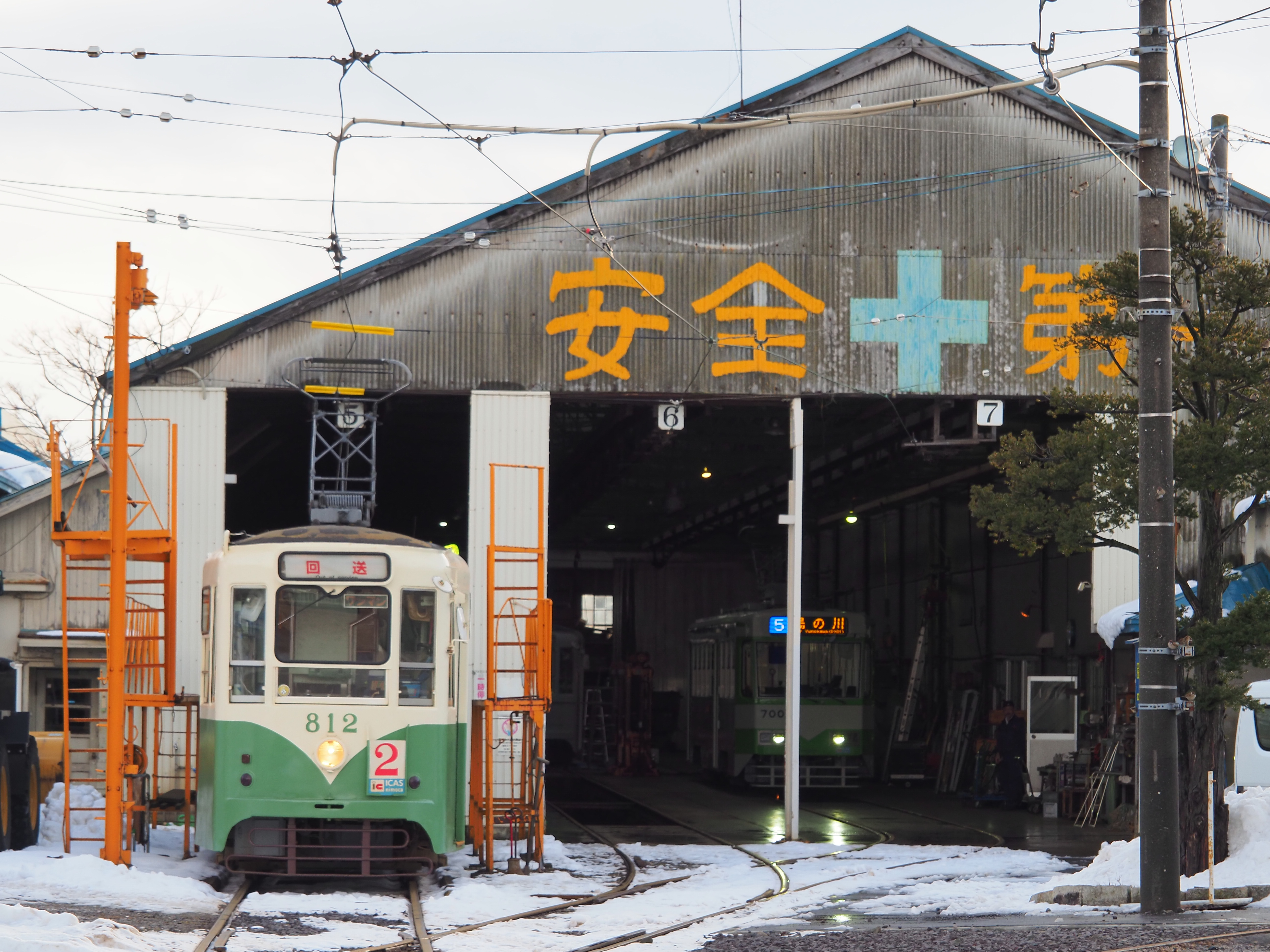
駒場車庫

現在ある車庫は駒場車庫のみである。

#### かつてあった車庫
- 新川車庫（現・北海道電力函館支店）:函館水電時代の車庫。1913年（大正2年）6月29日完成。旧函館区公会堂を手がけた北海道屈指の工事請負人村木甚三郎[50]。の手による。新川車庫火災では再建されたが、函館大火では再建されなかった。よって引き継がれていない。
- 柏木車庫: 1936年（昭和11年）2月15日から函館市交通局時代の1974年（昭和49年）4月19日まで使用していた。跡地はその後アカシヤホテル（1992年まで）からホテルロイヤル柏木（2006年12月まで）を経て函館まるかつ水産柏木店及びホリデイスポーツクラブ函館店になっている[51]。
- 梁川車庫:1966年（昭和41年）5月25日完成、1973年（昭和48年）10月1日廃止。巴興産と北海道放送（HBC）に売却。現在は複合遊戯施設「テキサス函館」（旧・函館西武）と北海道放送（HBC）函館放送局[52]。

### 料金
かつては均一料金制であったが、1992年（平成4年）10月より通常時は対キロ区間制料金を採用している。支払い方法は乗車時に整理券を取り、降車時に料金表の整理券番号に合わせて料金を支払う形となっている。なお、前述の箱館ハイカラ號については、乗車直後に車掌に目的地を伝えた上で運賃を支払って乗車券を受け取る形をとっている。
普通料金（大人1乗車の料金。小児は半額、5円の端数は切り上げ。2019年（令和元年）10月1日改定）
| 区間     | 大人  | 小児  |
| -------- | ----- | ----- |
| 2 kmまで | 210円 | 110円 |
| 4 kmまで | 230円 | 120円 |
| 7 kmまで | 250円 | 130円 |
| 7 km超   | 260円 | 130円 |

中学生以上は大人料金が適用される。
障がい者等の料金は後述する。
以下のイベント、キャンペーン時は200円均一料金となる場合がある。
- 路面電車の日（6月10日）[55]
- 函館港まつり期間中[56]
- 鉄道の日（10月14日）[57]

なお、路面電車の日（6月10日）の均一料金は2018年までは行われていたが、2019年（令和元年）はそれに代えてICAS nimocaの乗車ポイントを通常の3%から、当日のみ10%に引き上げるサービスとしている。
他にも5月5日（こどもの日）に小児料金のみ無料となる場合がある。
過去の料金
- 1944年（昭和19年）：10銭均一
- 1947年（昭和22年）7月：1円均一
- 1952年（昭和27年）：10円均一
- 1961年（昭和36年）：15円均一
- 1965年（昭和40年）：20円均一
- 1969年（昭和44年）：25円均一
- 1973年（昭和48年）：40円均一
- 1975年（昭和50年）：60円均一
- 1976年（昭和51年）：70円均一
- 1977年（昭和52年）：90円均一
- 1978年（昭和53年）：100円均一
- 1979年（昭和54年）：110円均一
- 1980年（昭和55年）：120円均一
- 1981年（昭和56年）：130円均一
- 1982年（昭和57年）：140円均一
- 1983年（昭和58年）：150円均一
- 1984年（昭和59年）：160円均一
- 1986年（昭和61年）：170円均一
- 1988年（昭和63年）10月：180円均一
- 1992年（平成4年）10月：対キロ区間制を導入

| 区間     | 大人  |
| -------- | ----- |
| 2 kmまで | 180円 |
| 4 kmまで | 200円 |
| 7 kmまで | 210円 |
| 7 km超   | 220円 |
- 1994年（平成6年）12月10日

| 区間     | 大人  |
| -------- | ----- |
| 2 kmまで | 200円 |
| 4 kmまで | 220円 |
| 7 kmまで | 240円 |
| 7 km超   | 250円 |
- 2014年（平成26年）5月1日

| 区間     | 大人  |
| -------- | ----- |
| 2 kmまで | 210円 |
| 4 kmまで | 230円 |
| 7 kmまで | 240円 |
| 7 km超   | 250円 |

#### 乗り換え

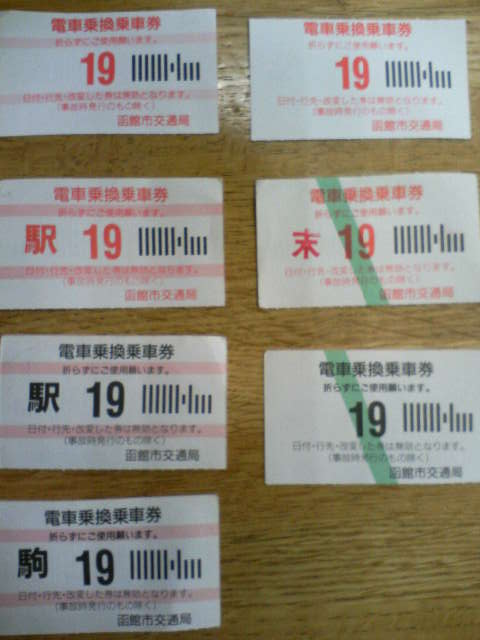
乗換乗車券の一例

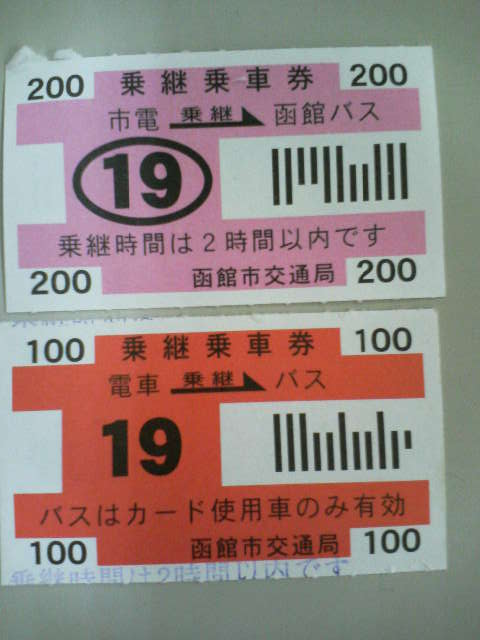
乗継乗車券の一例

宝来・谷地頭線と本線函館どつく前方面を十字街で乗り換える場合や、途中が終点の電車で後続の電車に乗り継いで先へ向かう場合は、目的地までの料金を支払った上で運転士から乗換乗車券の発行を受けることで、直通運賃が適用となる。磁気乗車カード利用時も乗換乗車券が発行される。
ICAS nimocaを含めた全国相互利用交通系ICカードを利用する場合でも、五稜郭公園前・函館駅前・十字街で系統変更にともなう乗り換えが出来る。ただし、複数人での乗り換えには対応していない。

#### 乗り継ぎ
ICAS nimocaを含めたnimocaを使用する場合、電車同士または電車と函館バスを60分以内に乗り換えると乗り継ぎの扱いとなる。電車同士は全ての停留場で乗り継ぎ可（上記の乗り換えとなる場合を除く）、電車 - 函館バス間を乗り継ぐ場合は指定停留場（所）でのみ乗り継ぎが出来る。乗継指定停留場（所）は「停留場一覧」を参照。1名で乗り継ぐ場合は下車時に運賃箱上部の降車リーダーにタッチして通常運賃を支払ったのち、60分以内に乗り継ぎ先バス・電車の乗車リーダーにタッチする事で乗り継ぎ扱いとなり、乗り継ぎ先バス・電車の降車時に通常運賃から一律160円を引いた額が引き落とされる。1枚のカードで複数人乗り継ぎする場合は、下車時精算前に乗務員にその旨を伝えた上での対応となる。なお、箱館ハイカラ號の乗車をともなう乗り継ぎ時は乗り継ぎ運賃が適用されない。
2023年（令和5年）11月までは現金で（2020年〈令和2年〉3月までは乗車カードでも）、電車と函館バスを乗り継ぐ場合は、市電（バス）降車時に乗務員に行き先を告げ、支払う料金に乗継料金50円（小児20円）加えた金額を支払い乗継乗車券を利用すると、乗り継いだ先の料金が割引になる。乗車カード利用時は情報がカードに記録されるため、乗継乗車券を受け取る必要はなかった。乗継指定停留場（所）での乗り継ぎに限られ、指定停留場（所）以外での乗り継ぎや、函館帝産バスや北海道バスなど函館バス以外の事業者には適用されない。乗継乗車券は発行当日、乗り継ぎ先降車時刻が2時間以内に有効。乗継乗車券のみで乗車出来る区間は、乗り継いだ先の運賃が210円区間までで、これを超える場合は現金（または2020年3月までは乗車カード）で差額精算が必要となる。カード乗車券で乗り継ぐ場合は自動的に精算された。
この制度は当初、電車から市営バス、市営バスから電車、市営バス同士でかつ目的地までの直通系統がない区間を利用する場合のみの制度だった。
なお、イカすカードを含めた乗車カードによる乗り継ぎは2020年（令和2年）4月1日の使用終了によりできなくなり、現金による乗り継ぎは2023年（令和5年）12月1日の乗継乗車券（紙製）の発券休止によりできなくなる。

#### 各種乗車券・定期券
乗車券
- ICAS nimoca：ICカード。このほかにもkitaca、Suica、PASMO、TOICA、manaca、ICOCA、PiTaPa、SUGOCA、はやかけんといった交通系ICカードが利用できる。
- イカすカード（函館市交通局→函館市企業局発行）・バス・市電共通乗車カード（函館バス発行）
- 回数券（市電・函館バス共通）
- 市電一日乗車券
- 市電・函館バス共通一日/2日乗車券：バスの利用は函館市内中心部のみ。郊外域や旧戸井町・旧恵山町・旧南茅部町・旧椴法華村の区域では使用できない。
- トワイライトパス：1月3日から3月31日のみ、車内のみで販売される18時から終電までの時間帯限定乗車券。冬期間の乗客数底上げや利便性向上を目的として2010年に初めて発売された。

定期券
定期券は2018年（平成30年）4月1日から、これまでの紙製に代えてICAS nimocaに定期券機能を持たせたIC定期券の運用が開始されている。また、それに合わせて6月券が新たに導入されている。
| 券種                            | 2kmまで  | 4kmまで  | 7kmまで  | 7km超    | 摘要                                                                  |
| ------------------------------- | -------- | -------- | -------- | -------- | --------------------------------------------------------------------- |
| 普通定期券（1月券）             | 8,810円  | 9,680円  | 10,320円 | 10,770円 | 券面区間の60回相当額の約3割引                                         |
| 普通定期券（3月券）             | 25,100円 | 27,610円 | 29,410円 | 30,690円 | 1月券の3か月相当の約5%引き                                            |
| 普通定期券（6月券）             | 47,570円 | 52,270円 | 55,730円 | 58,160円 | 1月券の6か月相当の約10%引き                                           |
| 学生等割引定期券（1月券・大人） | 6,300円  | 6,900円  | 7,330円  | 7,640円  | 券面区間の60回相当額の約5割引                                         |
| 学生等割引定期券（3月券・大人） | 17,960円 | 19,670円 | 20,890円 | 21,770円 | 1月券の3か月相当の約5%引き                                            |
| 学生等割引定期券（6月券・大人） | 34,020円 | 37,260円 | 39,580円 | 41,260円 | 1月券の6か月相当の約10%引き                                           |
| 学生等割引定期券（1月券・小児） | 3,150円  | 3,450円  | 3,670円  | 3,820円  | 券面区間の60回相当額の約5割引                                         |
| 学生等割引定期券（3月券・小児） | 8,980円  | 9,840円  | 10,460円 | 10,890円 | 1月券の3か月相当の約5%引き                                            |
| 学生等割引定期券（6月券・小児） | 17,010円 | 18,630円 | 19,820円 | 20,630円 | 1月券の6か月相当の約10%引き                                           |
| 全線定期券（1月券）             | 21,330円 | 21,330円 | 21,330円 | 21,330円 | 市電全線と函館バスの指定区間に乗車可                                  |
| 全線定期券（3月券）             | 60,790円 | 60,790円 | 60,790円 | 60,790円 | 同上                                                                  |
| 昼間割引全線定期券（1月券）     | 10,400円 | 10,400円 | 10,400円 | 10,400円 | 市電全線と函館バスの指定区間で、9時30分以降の乗車、16時までの降車が可 |
| 昼間割引全線定期券（3月券）     | 29,640円 | 29,640円 | 29,640円 | 29,640円 | 同上                                                                  |
| 市電全線定期券（1月券）         | 10,770円 | 10,770円 | 10,770円 | 10,770円 | 市電全線に乗車可                                                      |
| 市電全線定期券（3月券）         | 30,690円 | 30,690円 | 30,690円 | 30,690円 | 同上                                                                  |
| 市電全線定期券（6月券）         | 58,160円 | 58,160円 | 58,160円 | 58,160円 | 同上                                                                  |
課題
函館市交通事業経営計画（第2次）では下記の3点を課題とし、調査検討を行っている。
- 均一料金制度。
- エコロジー・パス（環境定期券）などの新しい割引制度の導入や、通勤定期券、通学定期券の割引率の見直し。
- IC乗車カード、モバイル等の新媒体による料金支払いの導入。

上記のうち、IC乗車カードについては、2017年3月25日に「ICAS nimoca」のサービスを開始した。
IC乗車カード自体はnimocaが基となっているので交通系ICカード全国相互利用サービスに対応し、Kitaca等の相互利用できる各IC乗車カードでも乗車可能となっている。
ICAS nimocaでは乗車ポイント制が導入され、また函館バスとの乗り継ぎ割引（上記「乗り継ぎ」の節を参照）が適用されている。なお、ICAS nimocaを含めた各種nimocaでの函館市電乗車でも乗り継ぎが可能でポイントも付くが、それ以外の交通系ICカードでは乗車ポイントおよび乗り継ぎ割引のいずれも対象外としている。
通学定期券の割引率の見直しについては、2018年4月1日からのICAS nimocaを利用したIC定期券の導入に合わせて、通学定期券の割引率がこれまでの約4割から5割に変更となった。

#### 無料電車
郊外の大型ショッピングセンターに客足をとられ、厳しい状況が続いている市中心部商店街の活性化を目的に無料電車が2009年5月 - 2010年1月の間、運行された。具体的には、「函館駅前」と「松風町」の商店街に近い2電停で乗降した利用者の運賃を函館商工会議所が負担するというもので、毎月第2、第4日曜日と1月1日・2日にお買い物電車として6往復運行する「大門号」が対象となった。対象を中心部で買い物する利用者に限定するため、当初は乗客にチケットを配布し、後で精算する方法も検討されたが、利便性を重視する観点から、前述したように当該電停で乗降した乗客すべてを無料にした。運行時刻は交通局ホームページにも掲載され、買い物客からも好評を得た。

#### 障がい者等の乗車料金の割引
函館市電車乗車料金条例施行規程第3条に基づいて、身体障がい者・知的障がい者の本人と同行の介護人が支払い時に身体障害者手帳・療育手帳を提示、及び養護施設において養護または保護を受けている「養護児童」と同行の付添人は市町村長の発行する所定の乗車料金割引証または当該施設の長の発行する証明書を提示すると、普通乗車料金や乗継乗車料金が半額になり、また定期乗車料金（児童に関わるものを除く）も3割引になる。
nimocaエリアにおいては、身体・知的障がい者は障がい者用ICAS nimocaが利用出来る。購入申し込みは駒場車庫乗車券販売所・函館バス各営業所・函館駅前バス案内所にて身体障害者手帳・療育手帳を提示して行う。障がい者用ICAS nimocaでは自動的に割引運賃で精算される。
精神障がい者の割引は、函館市内在住における後述の函館市障害者等外出支援事業（精神障がい者）によるものを除いては、現在のところは函館市電車乗車料金条例施行規程に規定されていないため、ICAS nimocaも含めて一切行われていない。

#### 市電・函館バス乗車料金助成制度
函館市障害者等に対する市営交通機関等利用証交付規則に基づいて、平成大合併前（函館市の場合は2004年以前）の旧函館市エリアに住んでいる人で70歳以上の高齢者、障がい者（身体障がい、知的障がい、精神障がい）、原爆被爆者、戦傷病者、児童扶養手当または旧母子福祉年金（現在は遺族年金）受給世帯には無料（介護人含む）、無料、半額の市電・バス利用証が交付され、料金が減免されていたが、2012年4月1日より、高齢者交通料金助成事業と函館市障害者等外出支援事業に変更された。対象者は70歳以上の高齢者、障がい者（身体障がい、知的障がい、精神障がい）、原爆被爆者、戦傷病者に絞りこまれ、条件によっては助成上限額が設定された。

### 除雪
冬季には除雪作業があり、札幌市電と同様にササラ電車等（「帝国電力排形電車」を参照）によって除雪が行われている。軌道と路面の隙間を除雪する作業は530号が始発前、あるいは始発電車として運行することによって行われ、企業局内ではフランジ付けと呼ばれている。

### 呼称
地元では単に電車と呼ばれることがあり、電停でのアナウンスも「電車は十字街・湯の川間を6分間隔で運行しています」となっている。また、これに並走する道路は電車道路と呼ばれており、沿線企業の広告もそれに倣ったものが多い。これは函館近郊において長らく国鉄・JRは非電化区間が大半であったこともあり、国鉄・JRを汽車、市電を電車と呼称したためによるものとされる。

### 市電広告
電車や関連施設に広告を出すことが出来る。広告には「直営広告」と「請負広告」がある。直営広告には、電車中つり、電車窓つり、電車額面、電車窓ステッカー、電車外窓ステッカー、カラー電車、電車乗車券、業務案内等印刷物、カラー電車、外窓ステッカー、料金箱、液晶ディスプレーがある。請負広告には、電停（行灯・看板）広告、電車線路架設用電柱、電車車内放送など。これらは企業局交通部が指定した広告代理店が担当している。指定代理店は株式会社サトーエージェンシー。

### 災害予測
2012年（平成23年）に北海道が発表した千島海溝でのL2地震津波による浸水想定によれば、4メートルから6メートル程度の浸水が考えられる区間があるとされる。

## バス事業

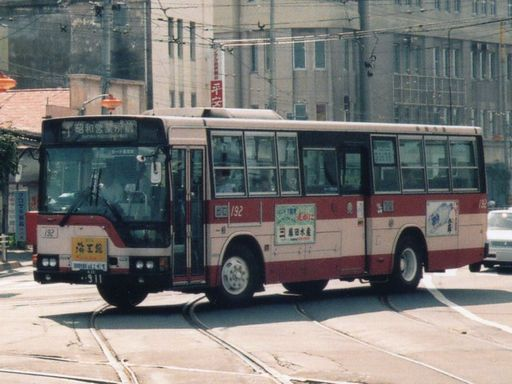
函館市営バス（1994年撮影）

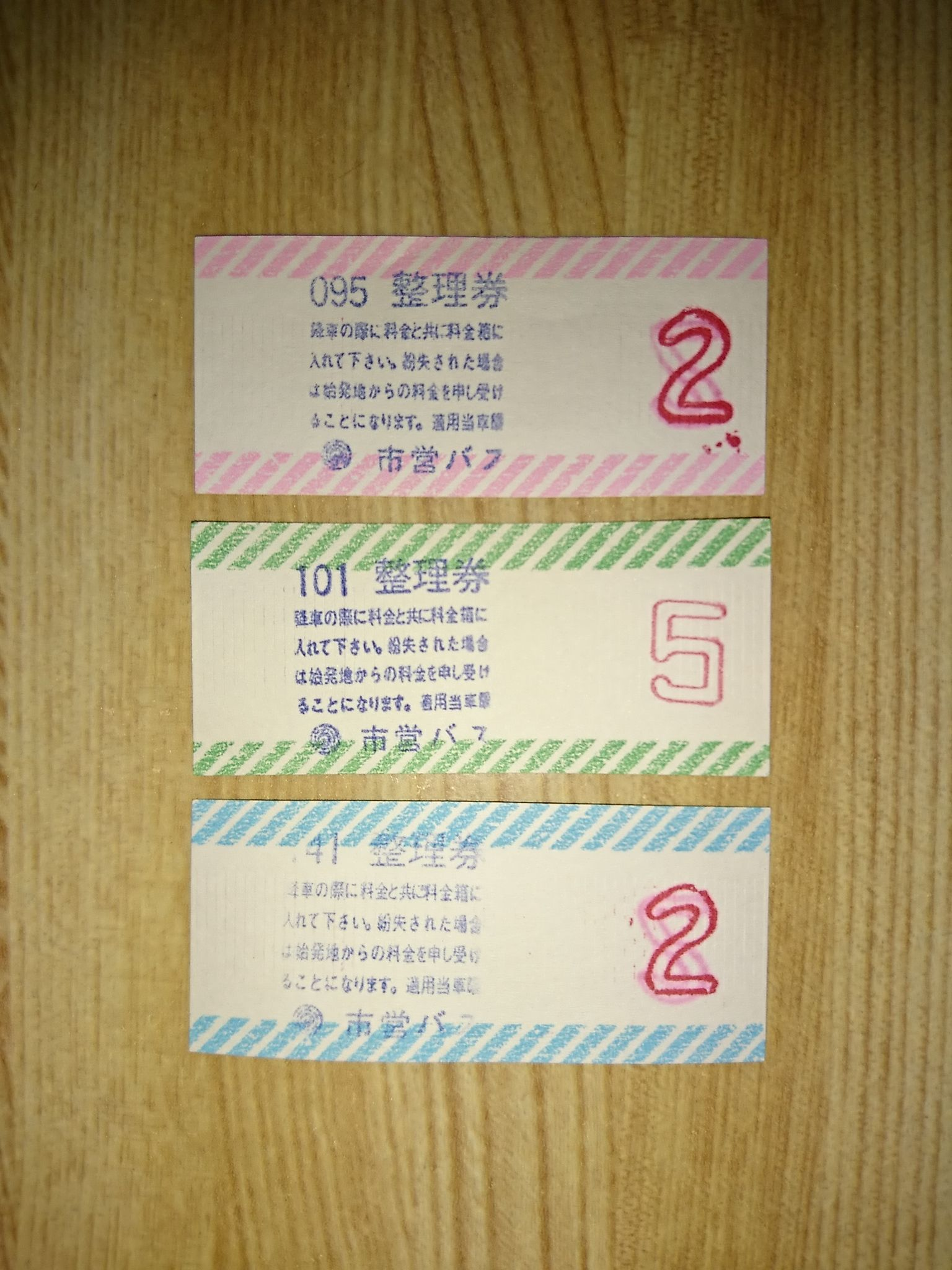
函館市営バスの整理券（1988年〈昭和63年〉 - 平成初期の頃の物）

### 概要

#### 前史
函館水電時代に高木荘治のバス事業を買収、函館乗合自動車合資会社を設立（のちに函館水電の後身の帝国電力が吸収する）。帝国電力時代に旭自動車株式会社を合併し、道南電気軌道時代に函館市に譲渡された。

#### 昭和期
戦後、1952年（昭和27年）に公営企業としての函館市交通局となると、1955年（昭和30年）にかけて貸切バス、観光（函館山登山バス、定期観光バス）にも参入していった。
1954年（昭和29年）から函館バスの労使関係が悪化、1954年は21日間、1955年は51日間のストにより運行ができず、ハイヤー会社であった相互自動車とともに郊外への臨時バス運行やバス路線開設を行い住民を救済した（上磯線、大野線、赤川線、下海岸線。うち相互自動車が参入したのは下海岸線のみ）。
1956年（昭和31年）に高砂町にバスセンターを開設、従来の深堀町バス車庫と連携しながら函館駅を中心とした路線網を構築する。

#### 平成期
1991年（平成3年）に策定された函館市交通事業健全化計画（目標：平成9年度に経営収支均衡、平成12年度に不良債務解消）が上手くいかず、バス事業を順次函館バスに移管し、経営主体の一元化を図ることになった。
1999年（平成11年）4月にはバス事業の一元化を公約に掲げる井上博司が函館市長に当選する。
函館バスへの移管のほかに函館市交通局への一元化、第三セクターや南北海道の広域連合等による一元化も検討されていた。函館市交通局への一元化案は人件費比率の違いから収支採算性に大幅な乖離がある上に渡島・檜山管内における路線運行のための施設とノウハウを有していない、第三セクターや南北海道の広域連合等による一元化案はバス事業のノウハウを有する企業が存在するにもかかわらず、それを廃止してまで別の経営主体を設置する必要はあるのかとの問題があった。関連事業の展開など経営感覚をフルに発揮出来る民間企業のうち、函館市域のみならず渡島 ・檜山管内における路線運行のための施設とノウハウを持っている函館バスへの移管案が選ばれた。その後、2000年（平成12年）4月7日に函館市が函館バスに対し申し入れをし、同年11月20日に基本協定を締結した。2001年（平成13年）4月に日吉営業所、翌年4月に昭和営業所を移管。乗務員の雇用の関係で1系統のみ残されていたが、2003年（平成15年）4月6番系統を移管。バス事業を廃止し、60年の歴史に幕を閉じた。
総務省によると移管により函館市交通局への補助金の減少などにより平成13 - 17年度の5年間で約64億円の公金支出が削減された。運輸政策研究機構の研究員（当時）である野口によると職員の転配費用も考慮すると年間1.6億円の負担増になり、必ずしも市の負担が減少したとは言い切れるものではないという。
旧市営バスの負債は一般会計だけでは処理できず、軌道事業のなかで市の補助により負債の処理を継続していたが、2014年度（平成26年度）末に解消した。
函館バスへの移管年表
- 1998年（平成10年）1月 - 函館市交通検討協議会（庁外協議会）設置
  - 1999年（平成11年）
  - 4月 - バス事業の一元化を公約に掲げる井上博司が函館市長に当選する
  - 12月 - 庁外協議会が市長へ「市営バス事業はできるだけ早く函館バスに移管すべき」との意見書を提出

- 2000年（平成12年）
  - 3月 - 函館市公共交通施策基本方針を策定
  - 4月7日 - 函館市が函館バスに対し移管申し入れた。函館バスは東京急行電鉄と相談し経営困難で反対との回答。都市交通労働組合は内諾済み、議会は承認済み
  - 5月31日 - 函館バス・東京急行電鉄が3つの条件（函館市の資本参加による支援、初期投資の支援、不採算路線の支援）を提示
  - 6月20日 - 函館市は函館バスの要望を十分汲み取ると回答
  - 11月20日 - 基本協定を締結

- 2001年（平成13年）
  - 3月 - 東京急行電鉄が函館バスに増資（撤退費用と言われている）。資本金13億9,600万円へ
  - 4月 - 移管開始
  - 7月 - 函館バス、負債処理で2,500万円に減資
  - 9月 - 函館バス、新規出資の地元企業3社（函館三菱ふそう、エスイーシー<旧・南北海道電子計算センター>、函館日野自動車）と函館市を加えて資本金1億4,500万円へ

- 2003年（平成15年）4月 - 移管完了

#### 移管後
移管後の路線の料金は函館バスの特殊区間制運賃（北海道道100号函館上磯線より函館市役所側の市街地エリア）に組み込まれ設定された。消費税増税に伴う値上げはしてこなかったが、燃料費高騰や人手不足による人材確保の経費上昇により2023年（令和5年）12月1日に定期も含めて大幅に値上げされた。

### 料金
移管後は函館バス特殊区間制運賃。太字は値上げされた料金。
- 1993年（平成3年）4月1日現在[118]
  - 1区:180円
  - 2区:200円
  - 3区:230円
  - 4区:240円
  - 5区:250円
  - 6区:260円
- 2019年（令和元年）10月1日改定料金（消費税増税に伴う値上げ）[119]
  - 1区:210円→210円
  - 2区:240円→240円
  - 3区:260円→270円
  - 4区:270円→280円
  - 5区:290円→300円
  - 6区:300円→310円
- 2023年（令和5年）12月1日改定料金[120]
  - 1区:210円→250円
  - 2区:240円→280円
  - 3区:270円→310円
  - 4区:280円→320円
  - 5区:300円→340円
  - 6区:310円→350円

### 営業所・出張所
深堀町バス車庫
帝国電力時代の1938年（昭和13年）12月9日に完成。1978年（昭和53年）12月に日本中央競馬会への売却が決定された。1979年（昭和54年）3月には完全閉鎖。函館競馬場北駐車場となっている。
- 管理部門は函館市末広町分庁舎（旧・丸井今井函館店、現・函館市地域交流まちづくりセンター）へ移転。
- 電車教習所は駒場営業所へ移転。
- バス整備工場は昭和営業所（現・函館バス昭和営業所）へ移転。

バスセンター
高砂町（現・若松町、憲兵隊分隊→函館朝市の前身の野菜露店市場跡）に1956年（昭和31年）10月3日開設。1971年（昭和46年）3月4日売却。
昭和営業所
1969年（昭和44年）に函館市交通局自動車部昭和営業所として開設。1978年（昭和53年）12月の深堀町バス車庫の売却に伴いバス整備工場を設置。2002年（平成14年）4月1日に函館バス昭和営業所に移管。土地と建物は函館市所有で函館バスに10年間無償貸付。その後は協議をする。
日吉営業所
1971年（昭和46年）8月1日開設。2001年（平成13年）4月1日に函館バス日吉営業所に移管。土地と建物は函館市所有で函館バスに10年間無償貸付。その後は協議をする。
駅前出張所
日吉営業所・昭和営業所の移管後、残る6番系統の移管までの間唯一の運行拠点となった。跡地は駐車場となった。

### 設備
バスロケーションシステム
旧函館市営バスで導入していたバスロケーションシステムはバス事業譲渡後も函館バスに引き継がれたが、設備の老朽化を理由に2006年11月10日限りで旧バスロケーションシステムの使用を一旦終了した。
その後設備を更新し、2007年3月20日頃から新しいバスロケーションシステムの運用を開始した。接近案内を従来の予想時刻表示から到着までの予想所要時間に変更し、系統番号・行先等の表示もすべてLED式に変更した。これにより、系統番号にかかわらず到着時刻の早い順に表示可能なほか、インターネット上でもバスの現在位置を確認することが可能となった。
バスロケーションシステムを設置している停留所は、旧函館市営バスによるものと異なるので、「学園前」など一部のバス停では2006年限りでバスロケーションシステムが廃止されたことになる。
停留所上屋

- 市民会館・函館アリーナ前（五稜郭方面ゆき）：1977年（昭和52年）製、2022年度（令和4年度）に函館バスが撤去、自治体撤去補助なし
- 人見町（昭和橋方面ゆき）：1982年（昭和57年）製、2023年度（令和5年度）に函館バスが撤去、自治体撤去補助なし
- 亀田支所前（6番のりば）：1985年（昭和60年）製、2022年度（令和4年度）に函館バスが撤去、自治体撤去補助なし
- 五稜郭公園裏（五稜郭方面ゆき）：1986年（昭和61年）製、2023年度（令和5年度）に函館バスが撤去、自治体撤去補助なし
- 総合福祉センター前（中の橋方面ゆき）：1994年（平成6年）製、2023年度（令和5年度）に函館バスが撤去、自治体撤去補助なし
- テーオーデパート前（宮前町方面ゆき）：1996年（平成8年）製、2022年度（令和4年度）に函館バスが撤去、自治体撤去補助なし

### 路線

#### 循環系統
- 循環1系統：棒二森屋前・函館駅前 - 堀川町 - 自衛隊前 - 深堀町 - 国立病院前 - 花園町 - 本通農協前 - サン・リフレ函館前
  - 2001年（平成13年）4月1日移管[126]。
  - 2004年（平成16年）4月1日をもって廃止[127]。
- 循環2系統：昭和営業所前 - 亀田病院前 - 亀田小学校前 - 白鳥町 - 西武テーオー前 - 五稜郭電停前 - 田家入口 - 北富岡 - 昭和営業所前
  - 2002年（平成14年）4月1日移管[126]。
  - 2003年（平成15年）4月1日をもって廃止[128]。
- 循環3系統：日吉営業所前 - 北中学校通 - 世界救世教前 - 鍛治団地裏 - 五稜郭公園裏 - 五稜郭電停前 - 深堀町 - 国立病院前 - 花園町 - 団地通 - 日吉町4丁目 - 日吉営業所前
  - 2001年（平成13年）4月1日移管[126]。
  - 2003年（平成15年）4月1日をもって廃止[128]。

#### 函館線
- 1系統：昭和営業所前 - 亀田病院前 - 高台坂下 - 五稜郭駅前 - 高台坂下 - 亀田港 - 港小学校前・市立函館病院 - 亀田港 - 開発建設部前 - 亀田町 - ガス会社前 - 松川町 - 中の橋 - 大縄町 - 総合福祉センター前 - 棒二森屋前 - 市役所前 - 十字街 - 元町 - 高竜寺前
  - 1978年（昭和53年）11月1日に市電本線の一部（ガス会社前 - 五稜郭駅前）廃止に伴い市電代替バス機能追加で従来より増強[129]
  - 2002年（平成14年）4月1日移管[126]
- 1準系統[118]：昭和営業所前 - 五稜郭駅前 - 若松町 - 銀座通 - 高竜寺前
  - 2002年（平成14年）4月1日移管[126]
- 1-1系統[118]：稜北高校前 - 石川町 - 昭和1丁目 - 八幡町 - 中の橋 - 銀座通 - 高竜寺前
  - 2002年（平成14年）4月1日移管[126]
- 1-3系統[118]：昭和営業所 - 五稜郭駅前 - ガス会社前 - 中の橋 - 十字街 - 高竜寺前
  - 2002年（平成14年）4月1日移管[126]
- 1-4系統[126]：昭和営業所前 - 総合福祉センター - 高竜寺前
  - 2002年（平成14年）4月1日移管[126]

#### 昭和・万代線
- 2系統[129]：昭和営業所前 - 五稜郭駅前 - ガス会社前 - 海岸町 - 函館駅前
  - 1973年（昭和48年）11月1日に郊外線「上磯線」「大野線」廃止の一部区間代替として新設[107]。
  - 1978年（昭和53年）11月1日に市電本線の一部（ガス会社前 - 五稜郭駅前）廃止に伴い市電代替バス機能追加で従来より増強[129]

#### 中の橋線
- 3系統：日吉営業所前 - 日吉町4丁目 - 団地通 - すみれ団地 - 東本通 - 本通農協前 - 芸術ホール前 - 五稜郭電停前 - 西武テーオー前 - 西武前 - 中の橋 - 大縄町 - 昭和通 - 棒二森屋前 - 市役所前
  - 1978年（昭和53年）11月1日より農住団地乗り入れ実施で経路変更。前日までは「花園町 - 深堀町 - 工業高校前 - 中の橋 - 市役所前」[129]
- 3-1系統：函館駅前 - 堀川町電停前 - 五稜郭電停前 - 鍛治保育園前 - 本通農協前 - 東本通 - すみれ団地 - 団地通 - 日吉町4丁目 - 日吉営業所前
  - 移管後、2003年（平成15年）4月1日をもって廃止[128]。
- 3-急系統[118]：市役所前 - 中の橋 - 五稜郭電停前 - 東本通 - 団地通 - 日吉営業所前

#### 五稜郭線
- 4系統[118]：昭和営業所前 - 五稜郭駅前 - 亀田町 - 白鳥町 - 松陰町 - 本通農協前 - 日吉営業所前

#### 昭和営業所・日吉営業所-函館駅系統
- 5系統：臨空工業団地・日吉営業所前 - 日吉町4丁目 - 団地通 - 花園町 - 国立病院前 - 深堀町 - 自衛隊前 - 堀川町 - 松風町 - 函館駅前・棒二森屋前
- 6系統：日吉営業所前 - 日吉町4丁目 - 花園町 - 学園前 - 湯川中学校前 - 湯倉神社前 - 根崎 - 湯の川温泉 - 競輪場通 - 宇賀浦町 - 松風町 - 棒二森屋前・函館駅前
- 6-1系統：西武前・西武テーオー前 - 五稜郭電停前 - 東消防署前 - 競輪場前 - 競輪場通 - 湯の川温泉 - 根崎 - 湯倉神社前 - 湯川中学校前 - 学園前 - 花園町 - 日吉町4丁目 - 日吉営業所前
- 7系統[118]：昭和営業所前 - 五稜郭駅 - 田家入口 - 渡島支庁前 - 的場町 - 函館駅前
  - 渡島支庁前は渡島総合振興局の付近ではなく、函館中央図書館付近。
- 8系統：日吉営業所前 - 日吉町4丁目 - 団地通 - 花園町 - 国立病院前 - 深堀町 - 五稜郭電停前 - 堀川町電停前 - 松風町 - 棒二森屋前・函館駅前
- 8-1系統[118]：日吉営業所前 - 山の手3丁目 - 深堀町 - 五稜郭電停前 - 田家入口 - 五稜郭公園裏
  - 1993年（平成5年）4月1日廃止[118]
- 8-急系統[118]：日吉営業所前 - 団地通 - 函館自動車学校前 - 競輪通 - 宇賀浦町 - 函館駅前
- 11系統[118]：日吉営業所前 - 花園町 - 湯倉神社前 - 柏木町 - 堀川町電停前 - 函館駅前
- 12系統：昭和営業所前 - 北富岡 - 田家入口 - 五稜郭公園裏 - 五稜郭電停前 - 千代台 - 函館駅前
  - 移管後、2003年（平成15年）4月1日をもって廃止[127]

#### 日吉営業所-函館駅・フェリー・空港系統
- 14系統グループ：湯川支所管内上野地区と中心部を結ぶ路線群。市電代替便のみ残る。
  - （西武）14系統[118]：香雪園 - 高丘町 - 湯倉神社前 - 市民会館前 - 柏木町 - 西武前
  - （支所）14系統[118]：湯川支所前 - 市民会館前 - 湯倉神社前 - 函館大学前 - 香雪園
  - （市電代替）14系統[118]：香雪園 - 函館大学前 - 湯倉神社前 - 湯川支所前 - 学園前 - 深堀中学校前 - 競馬場前 - 深堀町 - 五稜郭電停前 - 西武テーオー前 - 宮前町 - ガス会社前 - 総合福祉センター裏 - 函館駅前
    - 1993年（平成5年）4月1日、市電ガス会社回り線（本線・函館駅前 - ガス会社前、宮前線・ガス会社前 - 五稜郭公園前）廃止の代替路線として新設[118]。

  - 移管後、2004年（平成16年）4月1日をもって経路変更[127]。
- 15系統[129]：北高校前 - 花園町 - 競輪場前 - 中央日ノ出町 - 函館駅前
- 16系統：日吉営業所前 - 花園町 - 国立病院前 - 深堀町 - 五稜郭電停前 - 西武テーオー前 - 宮前町 - ガス会社前 - 港 - 港小学校前 - 市立函館病院 - 港小学校前 - 港中学校通 - 北大前 - 臨港橋・フェリー前
  - 1973年（昭和48年）11月1日、郊外線「上磯線」廃止による一部代替機能の追加[107]。
- 18系統グループ
  - 18系統[118]：湯川団地中央 - 戸倉町 - 湯の川温泉電停前 - 啄木小公園 - 高盛小学校前 - 函館駅前
    - 1993年（平成5年）4月1日をもって廃止[118]。

  - 18-1系統[129]：湯川団地中央 - 戸倉町 - 湯倉神社前 - 花園町- 北高校前
    - 1978年（昭和53年）11月1日に『（湯倉）18系統：湯川団地中央 - 戸倉町 - 湯倉神社前』を延伸[129]。
- 19系統：棒二森屋前・函館駅前 - 松風町 - 堀川町電停前 - 五稜郭電停前 - 深堀町 - 競馬場前 - 湯の川温泉電停前 - 湯倉神社前 - 戸倉町 - 湯川団地中央 - 函館空港
  - 移管後、2003年（平成16年）4月1日をもって廃止[127]。

#### 昭和営業所-西部地区系統
- 20系統：昭和営業所前 - 富岡 - 五稜郭電停前 - ガス会社前 - 若松町 - 若松会館前 - 棒二森屋前 - 十字街 - 高竜寺前
  - 1993年（平成5年）4月1日、市電ガス会社回り線（本線・函館駅前 - ガス会社前、宮前線・ガス会社前 - 五稜郭公園前）廃止の代替路線として新設[118]。
- 21系統：昭和営業所前 - 富岡 - 五稜郭電停前 - ガス会社前 - 函館駅前 - 松風町 - 栄町 - 十字街 - 高竜寺前
  - 1993年（平成5年）4月1日、市電ガス会社回り線（本線・函館駅前 - ガス会社前、宮前線・ガス会社前 - 五稜郭公園前）廃止の代替路線として新設[118]。

#### 日吉営業所-函館駅系統
- 24系統グループ：湯川支所管内滝沢地区と中心部を結ぶ路線群
  - （支所）24系統[118]：湯川支所前 - 市民会館前 - 湯倉神社前 - 香雪団地 - 滝沢町
  - （市電代替）24系統[118]：滝沢町 - 榎本町 - 湯倉神社前 - 湯川支所前 - 学園前 - 競馬場前 - 五稜郭電停前 - 西武テーオー前 - 宮前町 - ガス会社前 - 総合福祉センター裏 - 函館駅前
    - 1993年（平成5年）4月1日、市電ガス会社回り線（本線・函館駅前 - ガス会社前、宮前線・ガス会社前 - 五稜郭公園前）廃止の代替路線として新設[118]。

  - 移管後、2004年（平成17年）4月1日をもって廃止[127]。

#### 昭和営業所-桐花・函館駅系統
- 27系統:昭和営業所前 - 亀田病院前 - 亀田小学校前 - 白鳥町 - 西武テーオー前 - 五稜郭電停前 - 堀川町電停前 - 松風町 - 棒二森屋前・函館駅前
  - 移管後、2006年（平成18年）4月1日をもって函館バス106系統と組み合わせて鍛冶・桐花線「ループ」を新設など見直し[130]。函館市企画部企画管理課の資料によると廃止扱いである[127]。
- 27-1系統:昭和営業所前 - 亀田病院前 - 亀田小学校前 - 変電所前 - 田家入口 - 五稜郭電停前 - 堀川町電停前 - 松風町 - 棒二森屋前・函館駅前
  - 移管後、2006年（平成18年）4月1日の鍛冶・桐花線「ループ」新設時に廃止[127]。

#### 函館空港・湯倉神社系統
- 29系統[129]：函館空港 - 下高松 - 根崎 - 湯倉神社

#### 昭和営業所・日吉営業所-本通-函館駅・宝来町系統
- 30系統：日吉営業所前 - 北中学校通 - 世界救世教前 - 本通農協前 - 鍛冶1丁目 - 西堀病院前 - 保健所裏 - 五稜郭電停前 - 千代台 - 函館駅前
  - 1993年（平成5年）4月1日、市電ガス会社回り線（本線・函館駅前 - ガス会社前、宮前線・ガス会社前 - 五稜郭公園前）廃止の代替路線として新設[118]。
- 32系統：日吉営業所前 - 団地通 - 白百合学園前 - 東山団地 - 亀田支所前 - 富岡 - 田家入口 - 五稜郭電停前 - 西武テーオー前 - 宮前町 - ガス会社前 - 大縄町 - 総合福祉センター前 - 函館駅前
- 37系統[118]：昭和営業所前 - 亀田病院前 - 田家入口 - 渡島支庁前 - 堀川町電停前 - 旭町 - 宝来町
- 39系統[118]：函館空港 - 湯川団地中央 - 戸倉町 - 湯倉神社前 - 湯の川温泉電停前 - 競馬場前 - 深堀町 - 五稜郭電停前 - 西武テーオー前 - 宮前町 - ガス会社前 - 総合福祉センター裏 - 函館駅前
  - 1993年（平成5年）4月1日、市電ガス会社回り線（本線・函館駅前 - ガス会社前、宮前線・ガス会社前 - 五稜郭公園前）廃止の代替路線として新設[118]。
  - 移管後、2005年（平成17年）4月1日に函館バス93系統（ガス会社前・昭和・亀田支所前経由）と統合。函館駅前 - 五稜郭・亀田支所前を廃止し循環運行に変更。空港循環線とびっこ。系統番号廃止。
- 39-1系統：函館空港 - 湯川団地中央 - 戸倉町 - 湯倉神社前 - 湯の川温泉電停前 - 競馬場前 - 深堀町 - 五稜郭電停前 - 西武テーオー前 - 宮前町 - ガス会社前 - 総合福祉センター前 - 函館駅前
  - 移管後、2005年（平成17年）4月1日をもって廃止[127]。

#### 昭和営業所-日吉営業所系統
- 41系統グループ
  - 41系統：昭和営業所前 - 亀田病院前 - 高台坂下 - 五稜郭駅前 - 亀田町 - ガス会社前 - 宮前町 - 西武テーオー前 - 五稜郭電停前 - 深堀町 - 競馬場前 - 湯の川温泉電停前 - 湯倉神社前 - 湯川中学校前 - 学園前 - 花園町 - 日吉町4丁目 - 日吉営業所前
    - 1978年（昭和53年）11月1日、市電本線の一部（ガス会社 - 五稜郭駅前）の廃止に伴う代替バスとして新設。当初は花園町折り返し便、五稜郭公園電停前折り返し便の設定もあった[129]。

  - 41-急系統[129]：五稜郭駅前 → 花園町
    - 1978年（昭和53年）11月1日、市電本線の一部（ガス会社 - 五稜郭駅前）の廃止に伴う代替バスとして新設。朝のラッシュ時に2便設定[129]。
- 42系統[129]：昭和営業所前 - 五稜郭駅前 - ガス会社前 - 五稜郭電停前 - 五稜郭公園裏 - 北富岡 - 昭和営業所前
  - 1978年（昭和53年）11月1日、市電本線の一部（ガス会社 - 五稜郭駅前）の廃止に伴う代替バスとして新設。循環線で日中のみの運転[129]。
- 43系統[118]：昭和営業所前 - 昭和 - 佐々木病院前 - ガス会社前 - 市民会館前 - 花園町 - 日吉営業所前
  - 1993年（平成5年）4月1日廃止[118]

#### 日吉営業所・五稜郭電停50番台系統
- 50系統[129]：北高校前-花園町-人見町-千代台-五稜郭電停前
  - 1973年（昭和48年）11月1日新設[107]
  - 1978年（昭和53年）11月1日廃止[129]

#### 昭和営業所-西部地区50番台系統
- 51系統[118]：昭和営業所前 - 亀田病院前 - 大川公園前 - 八幡町 - 中の橋 - 旭町 - 宝来町 - 高竜寺前
  - 1993年（平成5年）4月1日廃止[118]
- 52系統[118]：昭和営業所前 - 五稜郭駅前 - ガス会社前 - 中の橋 - 旭町 - 宝来町 - 谷地頭温泉前
  - 1993年（平成5年）4月1日廃止[118]

#### 郊外線
函館バスの 函館バス労使関係悪化による運休対策で設定された路線群。1955年（昭和30年）8月13日より椴法華線など6路線を運行、12月24日には上磯線、大野線、赤川線、下海岸線の暫定と思われる運行を開始した。翌年1956年（昭和31年）に改めて4月免許申請、同年6月1日より本運行を開始（下海岸線で確認、他線は詳細不明）
- 上磯線[106]：函館駅前 - ガス会社前 - 七重浜 - 谷川小学校[107]
  - 1973年（昭和48年）11月1日廃止。代替は北大前まで2系統、16系統、それ以遠は函館バスの路線[107]
- 大野線[106]：函館駅前 - 大野新道 - 開発 - 市渡[107]
  - 1973年（昭和48年）11月1日廃止。代替は大野新道まで2系統または路面電車。以遠は函館バスの路線[107]
- 赤川線：函館駅前 - 海岸町 - 田家町 - 亀田市役所前[107]
  - 1957年（昭和32年）5月20日運行開始。午前1往復、午後2往復の3往復[132]
  - 1973年（昭和48年）11月1日に経由地変更。函館駅前 - 千代台 - 五稜郭公園前 - 市立函館保健所前 - 亀田市役所前[107]
  - 1973年（昭和48年）12月1日以降、亀田市の函館市編入合併により全線が函館市内になる。
  - （年月日不明）、合併後の運行協定により調整され廃止[132]
- 下海岸線：函館駅前 - 千代台 - 湯倉神社前 - 根崎- 銭亀沢支所前 - 石崎[133][129]
  - 1956年（昭和31年）6月1日運行開始。同区間はハイヤー事業者の相互自動車（相互バス、函館 - 恵山 - 椴法華）も参入し、3社競合区間になり利便性が向上したものの全体の乗客数は伸び悩み、相互バスは1959年（昭和34年）3月1日撤退した[106][134]。
  - 1966年（昭和41年）12月1日、銭亀沢村の合併編入により全線が函館市内になる。
  - 1978年（昭和53年）2月22日改正の時刻表には、平日函館駅前発7時6分、17時10分。平日石崎発7時55分、18時9分。休日函館駅前発7時6分、17時12分。休日石崎発7時55分、18時9分の1日2往復が設定されている[135]。
  - 1978年（昭和53年）11月1日廃止[129]